# 1942
| [ Edytuj tabelę ]                                                | |
| Prezydent Polski na uchodźstwie                                  | - 1939 Władysław Raczkiewicz 1947 |
| Premier rządu RP na uchodźstwie                                  | - 1939 Władysław Sikorski 1943 |
| Generalny gubernator ziem polskich (okupacja niemiecka)          | - 1939 Hans Frank 1945 |
| Król Afganistanu                                                 | - 1933 Mohammad Zaher Szah 1973 |
| Premier Afganistanu                                              | - 1929 Mohammad Haszim Chan 1946 |
| Król Albanii                                                     | - 1939 Wiktor Emanuel III 1943 |
| Premier Albanii                                                  | - 1941 Mustafa Merlika 1943 |
| Współksiążęta Andory                                             | - 1940 Ricardo Fornesa i Puigdemasa (p.o.) 1943 - 1940 Philippe Pétain 1944                                                          |
| Król Arabii Saudyjskiej                                          | - 1932 Abd al-Aziz ibn Su’ud 1953 |
| Prezydent Argentyny                                              | - 1938 Roberto Maria Ortiz 1942 - 1942 Ramón Castillo 1943                                                                           |
| Premier Australii                                                | - 1941 John Curtin 1945 |
| Król Belgów                                                      | - 1934 Leopold III 1951 |
| Premier Belgii                                                   | - 1939 Hubert Pierlot 1945 |
| Król Bhutanu                                                     | - 1926 Jigme Wangchuck 1952 |
| Prezydent Boliwii                                                | - 1940 Enrique Peñaranda 1943 |
| Prezydent Brazylii                                               | - 1930 Getúlio Vargas 1945 |
| Sułtan Brunei                                                    | - 1924 Ahmad Tajuddin 1950 |
| Car Bułgarii                                                     | - 1918 Borys III 1943 |
| Premier Bułgarii                                                 | - 1940 Bogdan Fiłow 1943 |
| Prezydent Chile                                                  | - 1941 Jeronimo Mendez 1942 - 1942 Juan Antonio Ríos 1946                                                                            |
| Prezydent Chin                                                   | - 1931 Lin Sen 1943 |
| Prezydent Chorwacji                                              | - 1941 Ante Pavelić 1945 |
| Prezydent Czechosłowacji na emigracji                            | - 1940 Edvard Beneš 1945 |
| Król Danii                                                       | - 1912 Chrystian X 1947 |
| Premier Danii                                                    | - 1929 Thorvald Stauning 1942 - 1942 Vilhelm Buhl 1942 - 1942 Erik Scavenius 1943                                                    |
| Dalajlama                                                        | - 1940 Tenzin Gjaco |
| Prezydent Dominikany                                             | - 1940 Manuel de Jesús Troncoso de la Concha 1942 - 1942 Rafael Trujillo 1952                                                        |
| Władca Egiptu                                                    | - 1936 Faruk I 1952 |
| Premier Egiptu                                                   | - 1940 Husajn Sirri 1942 - 1942 Mustafa an-Nahhas 1944                                                                               |
| Prezydent Ekwadoru                                               | - 1940 Carlos Alberto Arroyo del Rio 1944                                                                                            |
| Cesarz Etiopii                                                   | - 1941 Hajle Syllasje 1974 |
| Premier Etiopii                                                  | - 1936 Wolde Tzaddick 1942 - 1942 Mekonnyn Yndalkaczeu 1957                                                                          |
| Prezydent Filipin                                                | - 1935 Manuel Quezon 1944 |
| Prezydent Finlandii                                              | - 1940 Risto Ryti 1944 |
| Premier Finlandii                                                | - 1941 Johan Wilhelm Rangell 1943 |
| Prezydent Francji                                                | - 1940 Philippe Pétain 1944 |
| Premier Francji                                                  | - 1942 Pierre Laval 1944 |
| Król Grecji                                                      | - 1935 Jerzy II 1947 |
| Premier Grecji                                                   | - 1941 Emanuil Tsuderos 1944 |
| Prezydent Gwatemali                                              | - 1931 Jorge Ubico 1944 |
| Prezydent Haiti                                                  | - 1941 Élie Lescot 1946 |
| Premier Hiszpanii                                                | - 1939 Francisco Franco 1973 |
| Król Holandii                                                    | - 1890 Wilhelmina 1948 |
| Premier Holandii                                                 | - 1940 Pieter Sjoerds Gerbrandy 1945                                                                                                 |
| Prezydent Hondurasu                                              | - 1933 Tiburcio Carías Andino 1949                                                                                                   |
| Szach Iranu                                                      | - 1941 Mohammad Reza Pahlawi 1979 |
| Premier Iranu                                                    | - 1941 Mohammad Ali Forughi 1942 - 1942 Ali Sohejli 1942 - 1942 Ahmad Ghawam 1943                                                    |
| Władca Indii                                                     | - 1936 Jerzy VI 1950 |
| Król Irlandii                                                    | - 1936 Jerzy VI Windsor 1949 |
| Prezydent Irlandii                                               | - 1938 Douglas Hyde (polityk) 1945                                                                                                   |
| Premier Irlandii                                                 | - 1932 Éamon de Valera 1948 |
| Cesarz Japonii                                                   | - 1926 Hirohito 1989 |
| Premier Japonii                                                  | - 1941 Hideki Tōjō 1944 |
| Król Jugosławii                                                  | - 1934 Piotr II 1945 |
| Premier Jugosławii                                               | - 1941 Dušan Simović 1942 - 1942 Slobodan Jovanović 1943                                                                             |
| Premier Kanady                                                   | - 1935 William Lyon Mackenzie King 1948                                                                                              |
| Emir Kataru                                                      | - 1913 Abd Allah ibn Kasim Al Sani 1949                                                                                              |
| Prezydent Kolumbii                                               | - 1938 Eduardo Santos 1942 - 1942 Alfonso López Pumarejo 1945                                                                        |
| Patriarcha Konstantynopola                                       | - 1936 Beniamin 1946 |
| Gubernator Korei (okupacja japońska)                             | - 1936 Jirō Minami 1942 - 1942 Kuniaki Koiso 1944                                                                                    |
| Prezydent Kostaryki                                              | - 1940 Rafael Ángel Calderón Guardia 1944                                                                                            |
| Prezydent Kuby                                                   | - 1940 Fulgencio Batista 1944 |
| Premier Kuby                                                     | - 1940 Carlos Saladrigas 1942 - 1942 Ramón Zaydín 1944                                                                               |
| Prezydent Liberii                                                | - 1930 Edwin Barclay 1944 |
| Książę Liechtensteinu                                            | - 1938 Franciszek Józef II 1989 |
| Premier Liechtensteinu                                           | - 1928 Josef Hoop 1945 |
| Premier Litwyna emigracji                                        | - 1940 Stasys Lozoraitis 1983 |
| Wielki książę Luksemburga                                        | - 1919 Szarlotta 1964 |
| Premier Luksemburga                                              | - 1937 Pierre Dupong 1953 |
| Cesarz Mandżukuo                                                 | - 1934 Pu Yi 1945 |
| Sułtan Maroka                                                    | - 1927 Muhammad V 1953 |
| Prezydent Meksyku                                                | - 1940 Manuel Ávila Camacho 1946 |
| Książę Monako                                                    | - 1922 Ludwik II 1949 |
| Minister stanu Monako                                            | - 1937 Émile Roblot 1944 |
| Przewodniczący Prezydium Małego Churału Państwowego Mongolii     | - 1940 Gonczigijn Bumcend 1951 |
| Premier Mongolii                                                 | - 1939 Chorlogijn Czojbalsan 1952 |
| Król Nepalu                                                      | - 1911 Tribhuvan 1950 |
| Premier Nepalu                                                   | - 1932 Juddha Shumsher Jang Bahadur Rana 1945                                                                                        |
| Prezydent Niemiec                                                | - 1934 Adolf Hitler (führer) 1945 |
| Kanclerz Niemiec                                                 | - 1933 Adolf Hitler 1945 |
| Prezydent Nikaragui                                              | - 1937 Anastasio Somoza García 1947                                                                                                  |
| Król Norwegii                                                    | - 1905 Haakon VII 1957 |
| Premier Norwegii                                                 | - 1935 Johan Nygaardsvold 1945 |
| Premier Nowej Zelandii                                           | - 1940 Peter Fraser 1949 |
| Sułtan Omanu                                                     | - 1932 Sa’id ibn Tajmur 1970 |
| Prezydent Panamy                                                 | - 1941 Ricardo Adolfo de la Guardia Arango 1945                                                                                      |
| Papież                                                           | - 1939 Pius XII 1958 |
| Prezydent Paragwaju                                              | - 1940 gen. Higinio Morínigo 1948 |
| Prezydent Peru                                                   | - 1939 Manuel Prado Ugarteche 1945                                                                                                   |
| Premier Południowej Afryki                                       | - 1939 Jan Smuts 1948 |
| Prezydent Portugalii                                             | - 1926 António Óscar de Fragoso Carmona 1951                                                                                         |
| Premier Portugalii                                               | - 1932 António de Oliveira Salazar 1968                                                                                              |
| Król Rumunii                                                     | - 1940 Michał 1947 |
| Premier Rumunii                                                  | - 1940 Ion Antonescu 1944 |
| Prezydent Salwadoru                                              | - 1931 Maximiliano Hernández Martínez 1944                                                                                           |
| Kapitanowie regenci San Marino                                   | - 1941 Giuliano Gozi Giovanni Lonfernini] 1942 - 1942 Settimio Belluzzi Celio Gozi 1942 - 1942 Carlo Balsimelli Renato Martelli 1943 |
| Sekretarz Stanu do spraw Politycznych i Zagranicznych San Marino | - 1918 Giuliano Gozi 1943 |
| Prezydent Słowacji                                               | - 1939 Jozef Tiso 1945 |
| Premier Słowacji                                                 | - 1939 Vojtech Tuka 1944 |
| Prezydent Syrii                                                  | - 1941 Tadż ad-Din al-Hasani 1943 |
| Premier Syrii                                                    | - 1941 Hasan al-Hakim 1942 - 1942 Husni al-Barazi 1943                                                                               |
| Prezydent Szwajcarii                                             | - 1942 Philipp Etter 1942 |
| Król Szwecji                                                     | - 1907 Gustaw V 1950 |
| Premier Szwecji                                                  | - 1936 Per Albin Hansson 1946 |
| Król Tajlandii                                                   | - 1935 Ananda Mahidol 1946 |
| Premier Tajlandii                                                | - 1938 Plaek Pibulsongkram 1944 |
| Król Tonga                                                       | - 1918 Salote Tupou III 1965 |
| Premier Tonga                                                    | - 1941 Solomone Ula Ata 1949 |
| Prezydent Turcji                                                 | - 1938 İsmet İnönü 1950 |
| Premier Turcji                                                   | - 1939 Refik Saydam 1942 - 1942 Şükrü Saracoğlu 1946                                                                                 |
| Prezydent Urugwaju                                               | - 1938 Alfredo Baldomir 1943 |
| Prezydent USA                                                    | - 1933 Franklin Delano Roosevelt 1945                                                                                                |
| Prezydent Wenezueli                                              | - 1941 Isaías Medina Angarita 1945                                                                                                   |
| Regent Królestwa Węgier                                          | - 1920 Miklós Horthy 1944 |
| Premier Węgier                                                   | - 1941 László Bárdossy 1942 - 1942 Miklós Kállay 1944                                                                                |
| Monarcha Wielkiej Brytanii                                       | - 1936 Jerzy VI 1952 |
| Premier Wielkiej Brytanii                                        | - 1940 Winston Churchill 1945 |
| Cesarz Wietnamu                                                  | - 1926 Bảo Đại 1945 |
| Król Włoch                                                       | - 1900 Wiktor Emanuel III 1946 |
| Premier Włoch                                                    | - 1922 Benito Mussolini 1943 |
| Przywódca ZSRR                                                   | - 1924 Józef Stalin 1953 |
| Premier ZSRR                                                     | - 1941 Józef Stalin 1953 |

Rok 1942 / MCMXLII
stulecia: XIX wiek ~
XX wiek ~
XXI wiek

dziesięciolecia:
1910–1919 •
1920–1929 •
1930–1939 •
1940–1949
• 1950–1959
• 1960–1969
• 1970–1979

lata: 1932 «
1937 «
1938 «
1939 «
1940 «
1941 «
1942
» 1943
» 1944
» 1945
» 1946
» 1947
» 1952

## II wojna światowa
- wojna w Afryce Północnej
- wojna w Azji i na Pacyfiku
- wojna w Europie
- wojna w Polsce

## Pozostałe wydarzenia w Polsce
- 5 stycznia – na polecenie Stalina została założona Polska Partia Robotnicza, utworzyli ją polscy komuniści z tzw. Grupy Inicjatywnej przerzuceni z Moskwy drogą powietrzną.
- 6 stycznia – utworzenie zbrojnej organizacji PPR – Gwardii Ludowej.
- 12 lutego – Maciej Aleksy Dawidowski (ps. Alek) zerwał i ukrył płytę z niemieckim napisem z pomnika Mikołaja Kopernika w Warszawie.
- 14 lutego – nastąpiło przekształcenie Związku Walki Zbrojnej w Armię Krajową.
- 21/22 lutego – akcja „Bollwerk”: w nocy, 12 żołnierzy AK i 5 mieszkańców Chwaliszewa podpaliło niemieckie magazyny w porcie rzecznym w Poznaniu, w których znajdowała się żywność i mundury.
- 2 marca – egzekucje pierścienia warszawskiego: z Warszawy wywieziono na egzekucję grupę 100 polskich więźniów politycznych, prawdopodobnie zostali oni tego samego dnia rozstrzelani przez Niemców na terenie obozu pracy Treblinka I.
- 6 marca – żołnierz AK Józef Mierzyński zastrzelił w Zgierzu w obronie własnej dwóch gestapowców. W odwecie 20 marca hitlerowcy rozstrzelali w mieście 100 Polaków przywiezionych z łódzkich więzień.
- 7 marca – w Bełchatowie hitlerowcy zamordowali 4 żołnierzy AK.
- 16 marca – Hitlerowcy rozpoczęli likwidację lubelskiego getta (akcja Reinhardt).
- 18 marca – w odwecie za zabicie niemieckiego żandarma hitlerowcy dokonali egzekucji 16 Polaków i 16 Żydów, mieszkańców Kazanowa i okolic w powiecie zwoleńskim.
- 20 marca:
  - w Zgierzu Niemcy dokonali publicznej egzekucji 100 Polaków, a 300 wywieźli do obozów koncentracyjnych.
  - na murach Warszawy pojawił się Znak Polski Walczącej.
- 24 marca – hitlerowcy rozstrzelali mieszkańców i personel Żydowskiego Domu Starców i Sierot w Lublinie.
- 27 marca – Niemcy wymordowali wszystkich pacjentów i część personelu Szpitala Żydowskiego w Lublinie.
- 28 marca – utworzono Gwardię Ludową – zbrojną organizację PPR (decyzję antydatowano na 6 stycznia 1942).
- 2 kwietnia – w Warszawie ukazało się pierwsze wydanie konspiracyjnego miesięcznika literackiego „Sztuka i Naród”.
- 15 kwietnia – w kamieniołomach w krakowskiej dzielnicy Podgórze Niemcy utworzyli obóz pracy „Liban”.
- 11 maja – około 120 Żydów zostało zastrzelonych przez trzech Niemców w getcie w Józefowie (powiat biłgorajski) i pobliskim kamieniołomie.
- 15 maja – w Klewaniu na Wołyniu oddziały niemieckie i ukraińskie rozstrzelały wszystkich miejscowych Żydów (ok. 1500 osób).
- 19 maja – kilka osób zostało rannych w zamachu bombowym na kasyno przy alei Szucha w Warszawie, wymierzonym w osoby kolaborujące z Niemcami.
- 20 maja – w odwecie za zabicie trzech Niemców rozstrzelano około 400 mieszkańców Święcian i okolic na Wileńszczyźnie.
- 25 maja – 270 Żydów zostało rozstrzelanych w Kiwercach na Wołyniu przez niemieckie SD i żandarmerię oraz policję ukraińską.
- 26 maja – w Wereszczynie na Lubelszczyźnie Niemcy rozstrzelali około 300 Żydów.
- 28 maja – w lesie koło Magdalenki Niemcy dokonali egzekucji 223 więźniów z Pawiaka.
- 3 czerwca – Niemcy zlikwidowali getto w Przemyślu.
- 3–5 czerwca – Niemcy rozstrzelali 6-8 tys. Żydów z jednego z dwóch gett w Kowlu w dawnym województwie wołyńskim.
- 8 czerwca – w lesie koło Iwieńca na dzisiejszej Białorusi Niemcy rozstrzelali 800 Żydów.
- 8/9 czerwca – w nocy w okolicy osady Kamienna Karczma na Pomorzu członkowie polskiego ruchu oporu z Tajnej Organizacji Wojskowej „Gryf Pomorski” dokonali zamachu na pociąg, którym miał jechać Adolf Hitler. Ponieważ plan podróży Hitlera został przez niego zmieniony w ostatniej chwili, zamachowcy wysadzili w powietrze inny skład.
- 10 czerwca:
  - około 50 więźniów podjęło próbę ucieczki z obozu Auschwitz-Birkenau, która powiodła się dziewięciu z nich, m.in. aktorowi Augustowi Kowalczykowi.
  - Niemcy rozpoczęli likwidację getta w Olkuszu. W ciągu pięciu dni w dwóch transportach wywieziono do obozu Auschwitz-Birkenau około 3 tys. Żydów.
- 11 czerwca – w odwecie za próbę buntu i ucieczki z obozu Auschwitz-Birkenau w Bunkrze I zabito ponad 300 Polaków pracujących w karnej kompanii.
- 15 czerwca – Niemcy utworzyli getto żydowskie w Staszowie.
- 16 czerwca – w odwecie za ostrzelanie przez partyzantkę sowiecką niemieckiego samochodu osobowego, Niemcy dokonali pacyfikacji wsi Rajsk w gminie Bielsk Podlaski, zabijając 149 osób.
- 17 czerwca – Niemcy zlikwidowali po walce należącą do NSZ drukarnię „Szaniec” przy ul. Przemysłowej w Warszawie.
- 22 czerwca – w Lutowiskach w Bieszczadach gestapowcy i funkcjonariusze Ukraińskiej Policji Pomocniczej rozstrzelali około 650 Żydów.
- 23 czerwca – podczas likwidacji szpitala psychiatrycznego w Kobierzynie Niemcy dokonali masowego zabójstwa i podstępnego wywiezienia pacjentów do obozu koncentracyjnego Auschwitz-Birkenau.
- 24 czerwca – Niemcy wymordowali we Lwowie 6-8 tys. Żydów mieszkających poza granicami getta.
- Czerwiec – likwidacja getta w Olkuszu.
- 21 lipca – kolekcjoner i antykwariusz Abe Gutnajer i jego rodzina oraz przybyły do chorego z „aryjskiej strony” chirurg Franciszek Raszeja zostali zamordowani w warszawskim getcie przez gestapo.
- 22 lipca – rozpoczęła się wielka wielka akcja deportacyjna w getcie warszawskim.
- 23 lipca:
  - utworzono obóz zagłady w Treblince.
  - następnego dnia po rozpoczęciu wielkiej akcji deportacyjnej popełnił samobójstwo inżynier Adam Czerniaków, prezes Judenratu.
- 5 sierpnia:
  - Niemcy zlikwidowali prowadzony przez Janusza Korczaka warszawski Dom Sierot.
  - Jan Piekałkiewicz został Delegatem Rządu na Kraj.
- 19 sierpnia – likwidacja getta w Otwocku przyniosła śmierć kilku tysiącom przebywających tam Żydów. Jedna z nielicznych ocalałych, Izabela Gelbard po latach opisała te wydarzenia w powieści Ocalił mnie kowal.
- 20 sierpnia:
  - rozpoczął się wywóz 21 tys. Żydów z getta w Kielcach do obozu zagłady w Treblince.
  - Niemcy rozstrzelali około 360 Żydów w Białej Niżnej.
- 11 września – w Rudnikach koło Częstochowy Niemcy dokonali publicznej egzekucji 20 osób.
- 20 września – utworzono Narodowe Siły Zbrojne.
- 22 września – rozpoczęła się likwidacja getta w Częstochowie.
- 23 września – zlikwidowano getto w Szydłowcu.
- 27 września – powołano Tymczasowy Komitet Pomocy Żydom.
- 7/8 października – w nocy z 7 na 8 października Armia Krajowa przeprowadziła akcję Wieniec; wysadzenie w powietrze linii kolejowych wokół Warszawy.
- 24 października:
  - Gwardia Ludowa dokonała pierwszego zamachu bombowego na Café Club; był to odwet za publiczną egzekucję pięćdziesięciu więźniów Pawiaka a kawiarnia Cafe Club w Warszawie przeznaczona była tylko dla Niemców.
  - obrzucono granatami niemiecką restaurację „Mitropa” na Dworcu Głównym i drukarnię gadzinowego dziennika „Nowy Kurier Warszawski”.
- 30 października–1 listopada – likwidacja getta w Tomaszowie Mazowieckim.
- 9 listopada – zlikwidowane zostało getto w Lublinie.
- 12 listopada – podczas rejsu szkoleniowego zatonął u wybrzeża Helu po kolizji ze statkiem magazynowym niemiecki okręt podwodny U-272, w wyniku czego zginęło 28 spośród 47 członków załogi.
- 27/28 listopada – na Zamojszczyźnie w nocy hitlerowcy rozpoczęli masowe wysiedlenia Polaków.
- 4 grudnia:
  - założono Radę Pomocy Żydom – Żegotę.
  - we wsiach Pantalowice i Hadle Szklarskie okupanci niemieccy zamordowali dziewięciu Polaków pomagających Żydom.
- 6 grudnia – w Starym Ciepielowie i Rekówce niemieccy żandarmi zamordowali 33 osoby, w tym pięć polskich rodzin podejrzewanych o ukrywanie Żydów.
- 7 grudnia – we wsi Świesielice niemieccy żandarmi zamordowali 14 Polaków.
- 11 grudnia – Niemcy dokonali masakry co najmniej 164 mieszkańców wsi Kitów na Zamojszczyźnie.
- 14 grudnia – wzięty przez Niemców do niewoli oficer polskiego kontrwywiadu Antoni Kasztelan został stracony wbrew konwencjom genewskim.
- 18 grudnia:
  - Prezydent RP na uchodźstwie Władysław Raczkiewicz wystosował dramatyczny list do papieża Piusa XII, błagając go o publiczną obronę mordowanych Polaków i Żydów.
  - otwarto Kanał Ulga w Raciborzu.
- 20 grudnia – w odwecie za pomoc udzieloną przez mieszkańców ruchowi oporu Niemcy dokonali pacyfikacji wsi Rachodoszcze w powiecie zamojskim, zabijając 46 osób.
- 22 grudnia – członkowie komórki krakowskiej Żydowskiej Organizacji Bojowej obrzucili granatami kawiarnię Cyganeria (wówczas „tylko dla Niemców”), w wyniku czego zginęło według różnych szacunków od 7 do 10 niemieckich oficerów.
- 24 grudnia – około 60 Polaków zostało zamordowanych przez ukraińskich nacjonalistów we wsi Połonka na Wołyniu.
- 29 grudnia – hitlerowcy dokonali pacyfikacji wsi Białowola na Zamojszczyźnie, mordując 51 mieszkańców.

## Pozostałe wydarzenia na świecie
- 2 stycznia:
  - wydano wyroki wieloletniego więzienia na 33 niemieckich agentów, członków największej w historii USA rozbitej przez FBI siatki szpiegowskiej, kierowanej przez nienawidzącego Brytyjczyków nacjonalistę burskiego Fredericka J. Duquesne.
  - Niemcy rozpoczęli likwidację getta w Charkowie; w ciągu siedmiu dni w Drobyckim Jarze rozstrzelano około 9 tys. Żydów.
- 7 stycznia – front wschodni: zakończyła się bitwa pod Moskwą.
- 9 stycznia – u wybrzeży Minorki w archipelagu Balearów zatonął w czasie sztormu francuski statek pasażerski „Lamoricière”; zginęło 301 spośród 394 osób na pokładzie.
- 13 stycznia:
  - U-Booty niemieckie rozpoczęły ofensywę u wschodnich wybrzeży USA (operacja Paukenschlag).
  - po raz pierwszy w momencie zagrożenia katapultował się pilot samolotu (Niemcy).
  - pierwszy oblot śmigłowca Sikorsky R-4.
- 16 stycznia:
  - u wybrzeży Islandii zatonął polski statek transportowy SS Wigry; zginęło 25 członków załogi, w tym 12 Polaków.
  - 22 osoby zginęły w katastrofie samolotu Douglas DC-3 pod Las Vegas.
- 19 stycznia – Jaroslav Krejčí został premierem kolaboracyjnego rządu Protektoratu Czech i Moraw.
- 20 stycznia – na konferencji w Wannsee zapadła decyzja o „ostatecznym rozwiązaniu kwestii żydowskiej”.
- 23 stycznia – w wileńskim getcie powstała Zjednoczona Organizacja Partyzancka.
- 24 stycznia – wojna na Pacyfiku: taktyczne zwycięstwo USA w bitwie pod Balikpapan.
- 25 stycznia – Tajlandia wypowiedziała wojnę Wielkiej Brytanii i USA.
- 26 stycznia – pierwsze oddziały amerykańskiej armii przybyły do Europy, lądując w porcie Belfast.
- 28 stycznia – we Władykaukazie (wówczas Ordżonikidze) czeczeński pisarz Hasan Israiłow utworzył antysowiecką organizację Specjalna Partia Kaukaskich Braci.
- 29 stycznia:
  - Ekwador i Peru podpisały w Rio de Janeiro traktat pokojowy, kończący wojnę o roponośne tereny w Amazonii.
  - w Teheranie podpisano układ brytyjsko-irańsko-radziecki o przystąpieniu Iranu do koalicji antyniemieckiej.
- 31 stycznia − wojna na Pacyfiku: zwycięstwem Japończyków zakończyła się bitwa o Malaje.
- 1 lutego – Vidkun Quisling stanął na czele kolaboracyjnego rządu Norwegii.
- 4 lutego – na plantacjach Tol i Waitavalo na Nowej Brytanii japońscy żołnierze zamordowali około 160 australijskich jeńców wojennych.
- 7 lutego – chorwaccy ustasze dokonali masakry 2300 Serbów pod Banja Luką.
- 8 lutego – minister przemysłu zbrojeniowego III Rzeszy Fritz Todt zginął w katastrofie samolotu na lotnisku Kętrzyn-Wilamowo, obsługującym kwaterę główną Hitlera w Wilczym Szańcu.
- 9 lutego:
  - w USA wprowadzono całoroczny czas letni na okres trwania wojny.
  - w nowojorskim porcie spłonął i przewrócił się na burtę francuski transatlantyk SS „Normandie”.
- 11 lutego – niemieckie pancerniki rozpoczęły przedzieranie się z Francji do Norwegii przez kanał La Manche (operacja Cerberus).
- 15 lutego – siły japońskie zdobyły Singapur i Sumatrę.
- 16 lutego:
  - niemieckie U-Booty zaatakowały rafinerię ropy na holenderskiej wyspie Aruba na Karaibach.
  - na wyspie Bangka japońscy żołnierze zamordowali około 80 rozbitków z alianckich statków, wśród nich 21 australijskich pielęgniarek.
- 18 lutego – Japończycy rozpoczęli masowe aresztowania i egzekucje członków chińskiej diaspory w Singapurze.
- 19 lutego:
  - prezydent Franklin Delano Roosevelt wydał dekret umożliwiający internowanie Amerykanów pochodzenia japońskiego.
  - japońskie bombardowanie miasta Darwin w Australii; zginęło 250 osób.
  - rozpoczęła się bitwa w cieśninie Badung.
- 23 lutego:
  - w północnych Włoszech utworzony został obóz koncentracyjny Gonars.
  - japoński okręt podwodny ostrzelał rafinerię ropy w Santa Barbara w Kalifornii. Był to pierwszy japoński atak na obiekt na kontynencie amerykańskim.
- 24 lutego:
  - rozpoczęła nadawanie rozgłośnia Głos Ameryki (po niemiecku).
  - radziecki okręt podwodny zatopił na Morzu Czarnym statek „Struma” z żydowskimi uchodźcami z Rumunii; zginęło 778 osób, ocalała jedna.
- 25 lutego – nalot na Zachodnie Wybrzeże: obrona przeciwlotnicza ostrzelała niezidentyfikowany obiekt latający, który pojawił się nad Los Angeles.
- 26 lutego:
  - należąca do tej pory do brytyjskiej kolonii Trynidad i Tobago wyspa Patos została przekazana Wenezueli.
  - odbyła się 14. ceremonia wręczenia Oscarów.
- 3 marca – została utworzona kolaboracyjna Serbska Straż Państwowa.
- 5 marca – w Szkocji przeprowadzono pierwsze praktyczne próby prototypu wykrywacza min wynalezionego przez poruczników Józefa Kosackiego i Andrzeja Garbosia.
- 9 marca – Miklós Kállay został premierem Węgier.
- 12 marca – wojna na Pacyfiku: zwycięstwem wojsk japońskich zakończyła się bitwa o Jawę.
- 14 marca – król Włoch Wiktor Emanuel III ustanowił Order Orła Rzymskiego.
- 16 marca – na poligonie w Peenemünde odbył się pierwszy nieudany start rakiety V-2.
- 18 marca – rozpoczęła się ewakuacja wojsk polskich z terenu ZSRR do Iranu.
- 22 marca – kampania śródziemnomorska: taktyczne zwycięstwo floty brytyjskiej nad włoską w II bitwie pod Syrtą, po której wojska państw „Osi” zrezygnowały z planów desantu na Maltę.
- 23 marca – Adolf Hitler wydał dyrektywę o rozpoczęciu budowy Wału Atlantyckiego.
- 24 marca – admirał Chester Nimitz został głównodowodzącym armii amerykańskiej na Pacyfiku.
- 28 marca:
  - brytyjskie lotnictwo dokonało nalotu dywanowego na Lubekę.
  - rajd brytyjskich komandosów na niemiecką bazę morską w Saint-Nazaire we Francji.
- 29 marca:
  - zwycięstwem Japończyków zakończyła się bitwa o Sumatrę.
  - po nalocie RAF spłonął Kościół Mariacki w Lubece.
- 31 marca:
  - rozpoczął się rajd japoński na Ocean Indyjski.
  - Japończycy zajęli Wyspę Bożego Narodzenia.
- 1 kwietnia:
  - w Waszyngtonie odbyło się pierwsze posiedzenie Rady Wojennej Pacyfiku.
  - zwycięstwem wojsk japońskich zakończyła się bitwa o Borneo.
  - w Meksyku zmniejszono z 3 do 2 liczbę stref czasowych.
- 3 kwietnia – w Teheranie w celu pomocy Polakom ewakuowanym z ZSRR powstała Delegatura Ministerstwa Pracy i Opieki Społecznej Rządu Polskiego.
- 5 kwietnia – lotnictwo japońskie zbombardowało port i miasto Kolombo na Cejlonie, w wyniku czego zginęło 190 osób. Kilka godzin później japońskie bombowce zatopiły około 100 mil morskich na południowy zachód od Cejlonu brytyjskie krążowniki HMS „Dorsetshire” i HMS „Cornwall”. Zginęło 426 członków załóg, 1122 zostało uratowanych.
- 6 kwietnia – pierwsze oddziały amerykańskie przybyły do Australii.
- 9 kwietnia:
  - rajd japoński na Ocean Indyjski: 91 japońskich bombowców w eskorcie 38 myśliwców dokonało nalotu na zajmowany przez Brytyjczyków port Trincomalee na Sri Lance.
  - 75 tysięcy żołnierzy amerykańskich i filipińskich broniących półwyspu Bataan na Luzonie skapitulowało przed wojskami japońskimi.
  - rozpoczął się Bataański Marsz Śmierci – przemarsz amerykańskich i filipińskich jeńców wojennych z półwyspu Bataan do japońskiego obozu koncentracyjnego w O’Donnell na filipińskiej wyspie Luzon. Spośród początkowych 76 tys. do celu dotarło jedynie 54 tys. jeńców.
- 13 kwietnia – Władysław Sikorski przesłał Winstonowi Churchillowi memorandum w sprawie szybkiego utworzenia II frontu w Europie i skoordynowania powstań narodowych w państwach okupowanych przez III Rzeszę.
- 14 kwietnia – amerykański niszczyciel zatopił u wybrzeży Karoliny Północnej niemiecki okręt podwodny U-85. Zginęła cała 46-osobowa załoga.
- 15 kwietnia – król Wielkiej Brytanii Jerzy VI odznaczył mieszkańców Malty Krzyżem Jerzego za bohaterstwo okazane w czasie oblężenia wyspy.
- 18 kwietnia – Pierre Laval został premierem kolaboracyjnego rządu Vichy.
- 21 kwietnia – zwycięstwem Niemców zakończyła się trwająca od 8 lutego bitwa pod Demiańskiem.
- 21/22 kwietnia – w nocy siły brytyjsko-kanadyjskie dokonały rajdu na pozycje niemieckie we francuskiej nadmorskiej miejscowości Hardelot (operacja Abercrombie).
- 23 kwietnia – Luftwaffe dokonała nalotu bombowego na Exeter, rozpoczynając akcję niszczenia miast brytyjskich o znaczeniu historycznym (Baedeker Blitz), w odwecie za zbombardowanie Lubeki przez Royal Air Force.
- 26 kwietnia – w kopalni Benxihu w okupowanej przez Japończyków Mandżurii doszło do największej w historii katastrofy górniczej, spowodowanej wybuchem gazu i pyłu węglowego, w której zginęło 1549 górników, a 246 zostało rannych.
- 27 kwietnia:
  - zakończyły się trwające od 23 kwietnia ciężkie brytyjskie naloty bombowe na Rostock.
  - londyński seryjny morderca Gordon Cummins („Blackout Ripper”) został skazany na karę śmierci.
- 3 maja – w Palestynie rozpoczęło się formowanie 3. Dywizji Strzelców Karpackich.
- 5 maja – II wojna światowa w Afryce: rozpoczęła się bitwa o Madagaskar.
- 6 maja – wojna na Pacyfiku: zwycięstwo Japończyków w bitwie o wyspę Corregidor na Filipinach.
- 8 maja – wojna na Pacyfiku: zakończyła się nierozstrzygnięta bitwa na Morzu Koralowym.
- 12 maja:
  - front wschodni: rozpoczęła się II bitwa o Charków.
  - wojna na Pacyfiku: skapitulowały ostatnie amerykańskie oddziały na filipińskiej wyspie Mindanao.
- 13 maja – oblężenie Leningradu: ostatni zapis w dzienniku Tani Sawiczewej.
- 16 maja – Ólafur Thors został premierem Islandii.
- 20 maja – wojna na Pacyfiku: Japończycy zajęli całą Birmę dochodząc do granicy indyjskiej.
- 22 maja – Meksyk wypowiedział wojnę państwom osi.
- 25 maja – padł pierwszy klaps na planie melodramatu Casablanca w reżyserii Michaela Curtiza.
- 26 maja:
  - dokonano oblotu amerykańskiego myśliwca nocnego Northrop P-61 Black Widow.
  - w Moskwie podpisano Traktat radziecko-brytyjski.
  - II wojna światowa w Afryce: rozpoczęła się bitwa o Bir Hakeim.
- 27 maja – czechosłowaccy cichociemni dokonali w Pradze udanego zamachu na protektora Czech i Moraw Reinharda Heydricha.
- 28 maja – front wschodni: zwycięstwo wojsk niemiecko-rumuńsko-włoskich w II bitwie o Charków.
- 29 maja:
  - utworzono Kuratorium do spraw wychowania młodzieży w Czechach i na Morawach.
  - Bing Crosby nagrał w nowojorskiej filii wytwórni Decca skomponowaną przez Irvinga Berlina piosenkę White Christmas.
- 30/31 maja – w nocy, 1046 bombowców RAF dokonało bombardowania Kolonii, zabijając 486 osób i niszcząc około 300 ha powierzchni miasta.
- 31 maja – wojna na Pacyfiku: japoński atak na port w Sydney z wykorzystaniem miniaturowych łodzi podwodnych.
- 2 czerwca – wybuchł bunt w 53. Samodzielnym Kolejowym Batalionie Budowlanym na rosyjskim Dalekim Wschodzie.
- 3 czerwca – wojna na Pacyfiku: rozpoczęły się walki o Wyspy Aleuckie.
- 4 czerwca – wojna na Pacyfiku: rozpoczęła się bitwa pod Midway.
- 5 czerwca:
  - Stany Zjednoczone wypowiedziały wojnę Bułgarii, Rumunii i Węgrom.
  - wojna na Pacyfiku: po utracie 4 lotniskowców i ciężkiego krążownika japońska flota rozpoczęła odwrót spod Midway. Wygrana przez Amerykanów bitwa stała się punktem zwrotnym w wojnie na Pacyfiku.
- 7 czerwca – wojna na Pacyfiku: klęską Japończyków zakończyła się przełomowa bitwa pod Midway.
- 9 czerwca – w Berlinie odbył się pogrzeb protektora Czech i Moraw Reinharda Heydricha.
- 10 czerwca – w odwecie za udany zamach na Reinharda Heydricha, protektora Czech i Moraw, Niemcy dokonali eksterminacji mieszkańców, a następnie zburzenia całej zabudowy czeskiej wsi Lidice.
- 11 czerwca – II wojna światowa w Afryce: taktyczne zwycięstwo wojsk Osi w bitwie o Bir Hakeim w Libii (26 maja-11 czerwca).
- 12 czerwca – w dniu swych 13. urodzin Anna Frank rozpoczęła pisanie pamiętnika.
- 14 czerwca – AS Roma zdobyła po raz pierwszy tytuł piłkarskiego mistrza Włoch.
- 18 czerwca – w otoczonym soborze Świętych Cyryla i Metodego w Pradze zginęło w walce z Niemcami 7 ukrywających się tam uczestników zamachu na Reinharda Heydricha.
- 19 czerwca – Muhammad VII został bejem Tunisu.
- 21 czerwca:
  - II wojna światowa w Afryce: wojska niemieckie zdobyły Tobruk.
  - powstał Komitet Narodowy Amerykanów Polskiego Pochodzenia (KNAPP).
  - w kibucu Tirat Cewi (obecnie Izrael) zmierzono najwyższą temperaturę na kontynencie azjatyckim (+53,9 °C).
- 24 czerwca – czeska wieś Ležáky została zrównana z ziemią w odwecie za zamach na Reinharda Heydricha.
- 26 czerwca – w locie bojowym zginął major Stanisław Skarżyński, pierwszy polski lotnik, który przeleciał Atlantyk.
- 28 czerwca – wojska niemieckie na froncie wschodnim rozpoczęły operację „Fall Blau”.
- 1 lipca – amerykański okręt podwodny USS „Sturgeon” zatopił na północ od Luzonu japoński statek „Montevideo Maru”, przewożący australijskich jeńców pojmanych w czasie bitwy o Rabaul. Spośród 1142 osób na pokładzie uratowano jedynie 17 członków japońskiej załogi.
- 9 lipca – holocaust: rodzina Anne Frank zaczęła ukrywać się w dawnej narzędziowni w Amsterdamie.
- 14 lipca – holocaust: rozpoczęły się wywózki Żydów z Amsterdamu do obozu przejściowego Westerbork.
- 17 lipca – w Sztokholmie, Szwed Gunder Hägg ustanowił rekord świata w biegu na 1500 m wynikiem 3:45,8 s.
- 18 lipca – Messerschmitt Me 262 Schwalbe, niemiecki pierwszy (i w ogóle pierwszy w historii) myśliwiec odrzutowy, odbył swój dziewiczy lot.
- 19 lipca – koniec ewakuacji armii gen. Andersa z ZSRR do Iranu.
- 28 lipca – Józef Stalin wydał Rozkaz nr 227, znany też jako „Ani jednego kroku wstecz”.
- 2 sierpnia – aresztowanie przez Gestapo karmelitanki pochodzenia żydowskiego Edyty Stein.
- 8 sierpnia:
  - w Waszyngtonie stracono sześciu niedoszłych niemieckich sabotażystów.
  - premiera filmu animowanego Bambi.
- 9 sierpnia:
  - w Bombaju Brytyjczycy aresztowali Mahatmę Gandhiego i cały Komitet Wykonawczy Indyjskiego Kongresu Narodowego.
  - rozpoczęła się operacja Pedestal, aliancka próba zaopatrzenia Malty.
- 11 sierpnia – amerykańska aktorka skandalistka Hedy Lamarr i jej współpracownik, kompozytor George Antheil uzyskali patent na system frequency-hopping spread spectrum.
- 19 sierpnia – alianci przeprowadzili próbny desant na Dieppe.
- 22 sierpnia – Brazylia wypowiedziała wojnę Niemcom i Włochom.
- 26 sierpnia – wojna na Pacyfiku: wojska japońskie zajęły wyspę Nauru.
- 28 sierpnia – w chorwackim obozie koncentracyjnym Jasenovac strażnicy urządzili zawody w mordowaniu więźniów. Zwycięzca Petar Brzica poderżnął gardła 1360 osobom.
- 30 sierpnia – II wojna światowa w Afryce: rozpoczęła się bitwa pod Alam Halfa.
- 12 września – z rozkazu Naczelnego Wodza PSZ, gen. Władysława Sikorskiego została utworzona Armia Polska na Wschodzie.
- 17 września – Grossadmiral Karl Dönitz wydał słynny rozkaz Triton Null znany również jako Laconia Befehl.
- 20 września:
  - komandor porucznik Eddie R. Sanders odbył na Zerze z Akutan pierwszy lot doświadczalny.
  - w Göteborgu, Szwed Gunder Hägg ustanowił rekord świata w biegu na 5000 m wynikiem 13:58,2 s.
- 21 września – dokonano oblotu amerykańskiego bombowca strategicznego B-29 Superfortress.
- 23 września – front wschodni: w trakcie bitwy stalingradzkiej żołnierze radzieccy zdobyli tzw. Dom Pawłowa.
- 24 września:
  - na Morzu Arktycznym podczas holowania zatonął wraz z 77 członkami załogi brytyjski niszczyciel HMS Somali, uszkodzony 4 dni wcześniej przez niemieckiego U-Boota.
  - w Ugandzie spadł meteoryt Maziba.
- 2 października:
  - u północnych wybrzeży Irlandii liniowiec pasażerski „Queen Mary” przypadkowo staranował krążownik HMS „Curacoa” z własnej eskorty. Zginęło 338 marynarzy.
  - na Morzu Południowochińskim zatonął japoński statek „Lisbon Maru”, storpedowany dzień wcześniej przez amerykański okręt podwodny USS „Grouper”. Zginęło ponad 800 brytyjskich jeńców wojennych.
- 3 października – z poligonu w Peenemünde na wyspie Uznam wystartował pocisk rakietowy V-2, konstrukcji Wernera von Brauna. Rakieta ta była pierwszym obiektem, który wzniósł się na wysokość ponad 80 km i przekroczył umowną granicę kosmosu.
- 9 października – Wiedeń został sklasyfikowany jako wolny od Żydów (Judenfrei).
- 10 października – Australia i ZSRR nawiązały stosunki dyplomatyczne.
- 14 października – powstała Ukraińska Powstańcza Armia.
- 16 października – około 40 tysięcy osób zginęło wskutek uderzenia cyklonu na tereny leżące nad Zatoką Bengalską.
- 10 listopada:
  - w Khánaqín, w Iraku rozpoczęto formowanie 8 Pułku Artylerii Przeciwlotniczej Ciężkiej – jednostki Armii Polskiej na Wschodzie.
  - rozpoczęcie pełnej okupacji „Państwa Vichy” przez III Rzeszę i Włochy.
- 13 listopada – został zatopiony na Pacyfiku amerykański krążownik lekki USS „Juneau” – z pięcioma służącymi na nim braćmi Sullivan. Tragedia ta stała się impulsem do wprowadzenia wojskowej zasady jedynego ocalałego w rodzinie, co stanowi kanwę filmu Szeregowiec Ryan.
- 21 listopada – otwarto Autostradę Alaskańską.
- 26 listopada:
  - w Bihaciu w Bośni z inicjatywy komunistów powstała Antyfaszystowska Rada Wyzwolenia Narodowego Jugosławii (AVNOJ).
  - premiera filmowego melodramatu Casablanca z Ingrid Bergman i Humphreyem Bogartem w rolach głównych.
- 27 listopada – w australijskim Brisbane wybuchły dwudniowe zamieszki między żołnierzami australijskimi i amerykańskimi.
- 28 listopada – 491 osób zginęło w pożarze klubu nocnego w Bostonie.
- 2 grudnia:
  - Enrico Fermi uruchomił na stadionie w Chicago pierwszy reaktor jądrowy Chicago Pile-1.
  - kampania śródziemnomorska: bitwa koło Ławicy Skerki, w której zginęło około 2200 włoskich marynarzy.
- 7 grudnia:
  - bitwa o Atlantyk: 655 osób zginęło w wyniku zatopienia przez U-Boota U-515 brytyjskiego statku pasażerskiego SS „Ceramic” u wybrzeży Azorów.
  - zwodowano pancernik USS „New Jersey”.
- 12 grudnia – w pożarze hostelu w kanadyjskim St. John’s zginęło około 100 osób.
- 17 grudnia – samolot Handley Page Halifax ze 138. Dywizjonu Specjalnego RAF, lecący z Bliskiego Wschodu przez Maltę i Gibraltar do Wielkiej Brytanii, rozbił się tuż po starcie z maltańskiego lotniska Luqa; zginęło 6 członków polskiej załogi i 11 pasażerów[potrzebny przypis].
- 20 grudnia – około 3 tys. osób zginęło w trzęsieniu ziemi w tureckim mieście Erbaa.
- 24 grudnia:
  - z poligonu w Peenemünde wystrzelono pierwszy pocisk V-1.
  - admirał François Darlan, wysoki komisarz we francuskiej Afryce Północnej, został zastrzelony w swym gabinecie w Algierze przez monarchistę Fernanda Bonniera de La Chapelle.
- 27 grudnia – przebywający w niemieckiej niewoli gen. Andriej Własow wydał tzw. Deklarację Smoleńską, głoszącą konieczność zbudowania nowej Rosji poprzez obalenie reżimu stalinowskiego. W tym celu miała powstać kolaboracyjna Rosyjska Armia Wyzwoleńcza podporządkowana komitetowi rosyjskiemu z Własowem na czele.
- 30 grudnia – bitwa o Atlantyk: u wybrzeży Trynidadu po storpedowaniu przez niemiecki okręt podwodny U-214 zatonął polski statek SS „Paderewski”.
- 31 grudnia – taktyczne zwycięstwo Brytyjczyków nad Niemcami w bitwie na Morzu Barentsa.
- Początek realizacji projektu Manhattan.

## Urodzili się
- 1 stycznia:
  - Adil Abd al-Mahdi, iracki polityk, premier Iraku
  - Grzegorz (Czirkow), rosyjski duchowny prawosławny (zm. 2018)
  - Bolesława Hodt, polska lekkoatletka, miotaczka
  - Jacek Jarosz, polski aktor (zm. 2009)
  - Maria Jentys-Borelowska, polska publicystka, redaktorka, poetka i krytyk literacki
  - Lucjan Kudzia, polski saneczkarz
  - Jan Marszałek, polski pisarz, prozaik, poeta i publicysta
  - Country Joe McDonald, amerykański muzyk
  - Alassane Ouattara, ekonomista i polityk Wybrzeża Kości Słoniowej
  - Kazimierz Pietrzyk, polski polityk, poseł na Sejm RP
  - Zygmunt Ropelewski, polski działacz związkowy, senator RP
  - Siergiej Szakurow, rosyjski aktor
  - Nikon (Wasin), rosyjski duchowny prawosławny
- 2 stycznia:
  - Piotr Andrzejewski, polski prawnik, senator RP
  - Gerald Govan, amerykański koszykarz
  - Dennis Hastert, amerykański polityk
  - Leszek Kiełczewski, polski polityk, poseł na Sejm RP II kadencji (zm. 2021)
  - Stanisław Kocjan, polski polityk, poseł na Sejm I kadencji
  - Paweł Nowok, polski polityk, poseł na Sejm III kadencji
  - Edmund Puzdrowski, polski poeta i prozaik
  - Tadeusz Szulc, polski zootechnik
- 3 stycznia:
  - Vasco Graça Moura, portugalski pisarz, poeta i polityk (zm. 2014)
  - Evariste Ngoyagoye, burundyjski duchowny katolicki
  - László Sólyom, węgierski prawnik, polityk, prezydent Węgier (zm. 2023)
- 4 stycznia:
  - Jim Downing, amerykański kierowca wyścigowy, przedsiębiorca
  - John McLaughlin, brytyjski gitarzysta jazzowy, członek zespołu The Mahavishnu Orchestra
- 5 stycznia:
  - Elżbieta Ficowska, polska działaczka społeczna
  - Dżabir Mubarak al-Hamad as-Sabah, kuwejcki szejk, polityk, premier Kuwejtu (zm. 2024)
  - Maurizio Pollini, włoski pianista (zm. 2024)
- 6 stycznia:
  - Jan Górski, polski naukowiec
  - Bernd Neumann, niemiecki polityk
  - Aleksander Ochocki, polski filozof (zm. 2019)
- 7 stycznia:
  - Wasilij Aleksiejew, rosyjski sztangista (zm. 2011)
  - Ricardo Ezzati Andrello, chilijski duchowny katolicki
- 8 stycznia:
  - Walja Bałkanska, bułgarska piosenkarka
  - Teófilo Cruz, portorykański koszykarz (zm. 2005)
  - Joan Freeman, amerykańska aktorka
  - Albrecht Glaser, niemiecki prawnik i polityk
  - Stephen Hawking, brytyjski astrofizyk i kosmolog (zm. 2018)
  - Jun’ichirō Koizumi, japoński polityk
  - Yvette Mimieux, amerykańska aktorka (zm. 2022)
  - Włodzimierz Nowak, polski aktor (zm. 2022)
  - Bob Taft, amerykański polityk, gubernator Ohio
  - Wiaczesław Zudow, rosyjski pułkownik lotnictwa, kosmonauta (zm. 2024)
- 9 stycznia:
  - Arthur Kennedy, amerykański duchowny katolicki, biskup pomocniczy Bostonu
  - Lee Kun-hee, południowokoreański biznesmen, prezes koncernu Samsung Group (zm. 2020)
  - Hans Lindqvist, szwedzki polityk
- 10 stycznia:
  - Walter Hill, amerykański reżyser
  - Grzegorz Kowalski, polski rzeźbiarz
  - Anatolij Kornukow, rosyjski generał armii (zm. 2014)
- 11 stycznia – Zbigniew Witaszek, polski polityk
- 12 stycznia:
  - Arthur Becker, amerykański koszykarz, trener
  - Mats Hellström, szwedzki polityk
  - Michel Mayor, szwajcarski astronom, laureat Nagrody Nobla w dziedzinie fizyki
- 13 stycznia:
  - Carol Cleveland, brytyjska aktorka
  - Piero Marini, włoski duchowny katolicki, arcybiskup
- 14 stycznia:
  - Michael Gwisdek, niemiecki aktor i reżyser (zm. 2020)
  - Gerben Karstens, holenderski kolarz (zm. 2022)
  - Krzysztof Klenczon, polski kompozytor, wokalista i gitarzysta (zm. 1981)
  - Jerzy Kucia, polski reżyser i scenarzysta
- 15 stycznia:
  - Bohdan Andrzejewski, polski szpadzista, florecista
  - Krzysztof Owczarek, polski generał brygady
  - Kazimierz Szymonik, polski duchowny katolicki, dyrygent, muzykolog, pedagog
- 16 stycznia:
  - Richard Bohringer, francuski aktor
  - Sigrid Combüchen, szwedzka pisarka i dziennikarka
  - Nicole Fontaine, francuska polityk (zm. 2018)
  - Stanisław Kasperkowiak, polski kontradmirał
- 17 stycznia – Muhammad Ali, amerykański bokser (zm. 2016)
- 18 stycznia:
  - Wojsław Brydak, polski tłumacz, dramaturg, prozaik, reżyser teatralny, publicysta
  - Antônio Lima dos Santos, brazylijski piłkarz (zm. 2025)
  - José Palmeira Lessa, brazylijski duchowny katolicki, arcybiskup Aracaju
  - Franz Rottensteiner, austriacki wydawca i krytyk fantastyki
  - Vassula Ryden, grecka mistyczka (zm. 2024)
- 19 stycznia:
  - Michael Crawford, brytyjski aktor, piosenkarz
  - Mario Giordana, włoski duchowny katolicki, arcybiskup, nuncjusz apostolski
  - Josef Hrdlička, czeski duchowny katolicki, biskup pomocniczy ołomuniecki
  - Paul-Eerik Rummo, estoński poeta, polityk
  - Reiner Schöne, niemiecki aktor, piosenkarz, autor tekstów
- 21 stycznia:
  - Mac Davis, amerykański piosenkarz i aktor (zm. 2020)
  - Andrzej Fedorowicz, polski aktor
  - Michael G. Wilson, amerykański producent filmowy
- 22 stycznia:
  - Mieczysław Jaroszewicz, polski historyk sztuki i muzealnik
  - Francisco Javier Del Río Sendino, hiszpański duchowny katolicki, biskup Tarija
  - Amin al-Dżumajjil, libański polityk, prezydent Libanu
  - Juan Carlos Sarnari, argentyński piłkarz, trener (zm. 2023)
- 23 stycznia:
  - Pedro Araya Toro, chilijski piłkarz
  - Sighvatur Björgvinsson, islandzki polityk
  - Rildo da Costa Menezes, brazylijski piłkarz, trener (zm. 2021)
  - Punsalmaagijn Oczirbat, mongolski polityk, prezydent Mongolii (zm. 2025)
  - Aleksander Przygodziński, polski działacz opozycji antykomunistycznej, związkowiec (zm. 2016)
  - Salim Ahmed Salim, tanzański dziennikarz, dyplomata, polityk, premier Tanzanii
  - Alfons Ślusarski, polski wioślarz
- 24 stycznia:
  - Ingo Friedrich, niemiecki polityk
  - Olav Nilsen, norweski piłkarz (zm. 2021)
- 25 stycznia:
  - Eusébio, portugalski piłkarz (zm. 2014)
  - Jens Nygaard Knudsen, duński projektant zabawek (zm. 2020)
  - Ignazio Zambito, włoski duchowny katolicki
- 26 stycznia:
  - Rafael Arias-Salgado, hiszpański prawnik, przedsiębiorca, polityk
  - Władysław Klępka, polski poeta, tłumacz
- 27 stycznia:
  - Tasuku Honjo, japoński immunolog
  - Petr Kotik, czeski kompozytor
  - Aniela Majde-Kaczmarow, polska koszykarka
  - Paul Quilès, francuski polityk (zm. 2021)
  - Steve Wynn, amerykański inwestor budowlany, miliarder
- 28 stycznia:
  - Hans-Jürgen Bäumler, niemiecki łyżwiarz figurowy
  - Dieter Bokeloh, niemiecki skoczek narciarski (zm. 2022)
  - Sjoukje Dijkstra, holenderska łyżwiarka figurowa (zm. 2024)
- 29 stycznia:
  - Arnaldo Tamayo Méndez, kubański generał, pilot wojskowy, kosmonauta
  - Jean Wadoux, francuski lekkoatleta, średnio- i długodystansowiec
- 30 stycznia:
  - Marty Balin, amerykański gitarzysta, wokalista, członek zespołu Jefferson Airplane (zm. 2018)
  - Anna Skowrońska-Łuczyńska, polska polityk, prawnik, posłanka na Sejm II kadencji
- 31 stycznia – Daniela Bianchi, włoska aktorka
- 1 lutego:
  - Maryla Hopfinger, polska profesor nauk humanistycznych
  - Terry Jones, brytyjski aktor, reżyser i pisarz (zm. 2020)
  - Lew Leszczenko, rosyjski piosenkarz
  - Vural Öger, niemiecki polityk
- 2 lutego:
  - Graham Nash, brytyjski muzyk
  - James Blood Ulmer, amerykański gitarzysta
- 3 lutego:
  - Otto Fräßdorf, niemiecki piłkarz, trener
  - Jewgienij Szaposznikow, rosyjski dowódca wojskowy, marszałek lotnictwa, przedsiębiorca (zm. 2020)
- 4 lutego:
  - Dragomir Milošević, serbski generał, zbrodniarz wojenny
  - Joaquim Rifé, hiszpański piłkarz, trener
  - Danuta Straszyńska, polska lekkoatletka, płotkarka i sprinterka
- 5 lutego:
  - Susan Hill, brytyjska pisarka
  - Janine Pommy Vega, amerykańska poetka i aktywistka (zm. 2010)
  - Andrzej Wohl, polski reżyser i aktor (zm. 2009)
- 6 lutego:
  - Fortunato Frezza, włoski duchowny katolicki
  - Gabriel Núñez, meksykański piłkarz (zm. 2021)
  - Živorad Smiljanić, serbski lekarz, polityk (zm. 2018)
  - Walentina Titowa, rosyjska aktorka
- 7 lutego:
  - Limoz Dizdari, albański muzyk i kompozytor
  - Wiesława Maciejak, polska pisarka (zm. 2022)
  - Gert Metz, niemiecki lekkoatleta, sprinter (zm. 2021)
  - Ivan Mládek, czeski pieśniarz, kompozytor i komik
  - Klaus Theweleit, niemiecki pisarz, literaturoznawca i socjolog
- 8 lutego:
  - Robert Klein, amerykański aktor, komik
  - Domenico Angelo Scotti, włoski duchowny katolicki, biskup Trivento
  - Andrzej Zakrzewski, polski historyk (zm. 2025)
- 9 lutego:
  - François Jauffret, francuski tenisista
  - Manuel Castells, hiszpański socjolog, pisarz i nauczyciel akademicki
  - Carole King, amerykańska piosenkarka, kompozytorka, pianistka
  - Peder Lunde, norweski żeglarz sportowy
  - Luigi Nicolais, włoski inżynier, chemik, polityk
  - Custódio Pinto, portugalski piłkarz
- 10 lutego:
  - Anatolijs Gorbunovs, łotewski polityk, p.o. prezydenta Łotwy
  - Sobirdżon Hoszimow, tadżycki iranista (zm. 2017)
- 12 lutego:
  - Ehud Barak, izraelski wojskowy, polityk, premier Izraela
  - Terry Bisson, amerykański pisarz science fiction i fantasy (zm. 2024)
  - Robert Patrick Ellison, irlandzki duchowny katolicki, biskup Bandżulu w Gambii (zm. 2024)
- 13 lutego:
  - Giulio Casali, sanmaryński piłkarz, trener
  - Carol Lynley, amerykańska aktorka (zm. 2019)
  - Aleksander Ronikier, polski naukowiec, działacz sportowy, pracownik naukowy, koszykarz (zm. 2023)
- 14 lutego:
  - Michael Bloomberg, amerykański przedsiębiorca, polityk
  - Wali Jones, amerykański koszykarz
  - Andrew Robinson, amerykański aktor
  - Ricardo Rodríguez, meksykański kierowca wyścigowy (zm. 1962)
  - Piotr Różański, polski aktor
  - Piotr Szczepanik, polski piosenkarz, gitarzysta, kompozytor, aktor (zm. 2020)
- 15 lutego:
  - Sherry Jackson, amerykańska aktorka
  - Glyn Johns, brytyjski muzyk
  - Alojzy Lysko, polski polityk, samorządowiec, poseł na Sejm RP
- 16 lutego – Georgina Dufoix, francuska polityczka, minister stosunków społecznych i solidarności, deputowana
- 17 lutego:
  - Enrico Ferri, włoski polityk (zm. 2020)
  - Frans Geurtsen, holenderski piłkarz (zm. 2015)
  - Jana Gýrová, czeska aktorka
  - Paul Polansky, amerykański autor i działacz na rzecz praw Romów (zm. 2021)
  - Bogdan Walczak, polski językoznawca (zm. 2022)
- 18 lutego – Petr Bláha, czeski lekkoatleta, średniodystansowiec
- 19 lutego:
  - Kaj Jensen, duński kolarz szosowy i torowy (zm. 2016)
  - Ken Kramer, amerykański polityk, kongresman
  - Peter Price, brytyjski polityk i prawnik
- 20 lutego:
  - Jan Bury, polski inżynier, urzędnik, poseł na Sejm RP
  - Phil Esposito, kanadyjski hokeista, trener i działacz hokejowy pochodzenia włoskiego
  - Maciej Grzybowski, polski aktor, pedagog, dyrektor teatru (zm. 2024)
  - Mitch McConnell, amerykański polityk, senator ze stanu Kentucky
  - Ignazio Sanna, włoski duchowny katolicki
- 21 lutego:
  - Wiera Alentowa, rosyjska aktorka
  - Paolo Atzei, włoski duchowny katolicki, biskup Sassari
  - Włodzimierz Bonusiak, polski historyk
  - Jan Krzysztof Kelus, polski socjolog, działacz polityczny, kompozytor, bard
  - Margarethe von Trotta, niemiecka aktorka, reżyserka filmowa
  - Józef Wojnar, polski historyk (zm. 2024)
- 22 lutego:
  - Cláudio Danni, brazylijski piłkarz
  - Katarzyna Gärtner, polska kompozytorka i pianistka
  - Vojin Lazarević, czarnogórski piłkarz, trener
  - Tadashi Nakamura, japoński karateka
  - Geoffrey Scott, amerykański aktor (zm. 2021)
- 23 lutego:
  - Anna Bogucka-Skowrońska, polska prawnik, adwokat, polityk, senator RP, sędzia Trybunału Stanu
  - Dioncounda Traoré, malijski matematyk, polityk, p.o. prezydenta Mali
- 24 lutego:
  - Paul Jones, brytyjski piosenkarz, aktor, osobowość radiowa i prezenter telewizyjny
  - Joe Lieberman, amerykański polityk, senator ze stanu Connecticut (zm. 2024)
  - Władysław Liwak, polski prawnik, polityk, poseł na Sejm RP (zm. 2017)
  - Anna Petryszak, polska entomolog, wykładowca akademicki
  - Bernd Rupp, niemiecki piłkarz
  - Gayatri Chakravorty Spivak, indyjska feministka
- 25 lutego:
  - Karen Grassle, amerykańska aktorka
  - Bojan Radew, bułgarski zapaśnik
  - Cynthia Voigt, amerykańska pisarka
- 26 lutego – Stanisław Zduńczyk, polski siatkarz
- 27 lutego:
  - Elżbieta Goetel, polska aktorka
  - Robert Grubbs, amerykański chemik, laureat Nagrody Nobla (zm. 2021)
  - Miguel Ángel Santoro, argentyński piłkarz
- 28 lutego:
  - Ántero Flores Aráoz, peruwiański polityk, premier Peru
  - Brian Jones, brytyjski muzyk, wokalista i kompozytor (zm. 1969)
  - Roman Marcinkowski, polski duchowny katolicki, biskup
  - Dino Zoff, włoski piłkarz, bramkarz
- 1 marca:
  - Konrad Adam, niemiecki dziennikarz, publicysta, polityk
  - Michael Giles, brytyjski perkusista, członek zespołu King Crimson
  - Gabriele Haupt, niemiecka biegaczka narciarska
  - Richard Myers, amerykański generał
  - Krystyna Okazaki, polska japonistka (zm. 2008)
- 2 marca:
  - Enoch Adeboye, nigeryjski filozof, kaznodzieja zielonoświątkowy, pastor i przewodniczący zgromadzenia Odkupionego Chrześcijańskiego Kościoła Bożego
  - Ryszard Boguwolski, polski archeolog i muzealnik (zm. 2015)
  - John Irving, amerykański pisarz i scenarzysta filmowy
  - Maria Józefacka, polska pisarka
  - Tomasz Machciński, polski fotografik, performer, aktor (zm. 2022)
  - Adrian Metcalfe, brytyjski lekkoatleta (zm. 2021)
  - Lou Reed, amerykański wokalista rockowy (zm. 2013)
- 3 marca – Władimir Kowalonok, białoruski pilot wojskowy, kosmonauta
- 4 marca:
  - Juan Carlos Oleniak, argentyński piłkarz pochodzenia czeskiego
  - Jarosław Pietrzyk, polski działacz komunistyczny, prezydent Łodzi (zm. 1997)
  - Zorán Sztevanovity, węgierski muzyk
  - Henryk Waniek, polski malarz, grafik, pisarz, publicysta, krytyk artystyczny i literacki
- 5 marca:
  - Laurie Toby Edison, amerykańska artystka, fotografka i aktywistka wizualna
  - Felipe González, hiszpański polityk, premier Hiszpanii
  - Adrien Houngbédji, beniński polityk, premier Beninu
  - Mike Resnick, amerykański pisarz science fiction (zm. 2020)
- 6 marca:
  - Marian Kielec, polski piłkarz
  - Janusz Konieczny, polski polityk, nauczyciel, senator RP
  - Ben Murphy, amerykański aktor
  - Flora Purim, brazylijska wokalistka jazzowa
  - Charles Tolliver, amerykański trębacz i kompozytor jazzowy
- 7 marca – Ivar Eriksen, norweski łyżwiarz szybki
- 8 marca:
  - Irma Cordero, peruwiańska siatkarka (zm. 2019)
  - Ann Packer, amerykańska lekkoatletka
  - Ignacio Rodriguez-Iturbe, amerykański hydrolog (zm. 2022)
- 9 marca:
  - Jim Beach, brytyjski prawnik i menedżer muzyczny
  - John Cale, walijski muzyk, kompozytor i piosenkarz
- 10 marca:
  - Waltraud Kaufmann, niemiecka lekkoatletka, biegaczka średniodystansowa
  - Anna Frajlich, polska pisarka, poetka pochodzenia żydowskiego
  - Andrzej Kwolek, polski fizjoterapeuta, nauczyciel akademicki
- 11 marca:
  - Suzanne Cory, australijska biolog
  - Janusz Kaliński, polski ekonomista, historyk
  - Marek Kotański, polski psycholog, terapeuta, działacz społeczny (zm. 2002)
- 12 marca:
  - James Howard-Johnston, brytyjski historyk, bizantynolog
  - Ratko Mladić, serbski generał, zbrodniarz wojenny
- 13 marca:
  - Emil Antoniszyn, polski ekonomista, nauczyciel akademicki, związkowiec, polityk
  - José Barrionuevo, hiszpański polityk
  - John Paul Larkin (Scatman), amerykański piosenkarz gatunku jazz i eurodance (zm. 1999)
  - Andrzej Machalski, polski przedsiębiorca, polityk, senator RP
  - Antonio Marino, argentyński duchowny katolicki, biskup Mar del Plata
- 14 marca:
  - Geraldo Lyrio Rocha, brazylijski duchowny katolicki, arcybiskup Mariany (zm. 2023)
  - Grzegorz Rozenberg, polski matematyk
  - Jerzy Trela, polski aktor (zm. 2022)
  - Waldemar Tura, polski szachista i kompozytor szachowy
  - Rita Tushingham, amerykańska aktorka
- 15 marca
  - Masahiko Kōmura, japoński polityk
  - The Iron Sheik, irański wrestler (zm. 2023)
- 16 marca:
  - Izabella Antonowicz-Szuszkiewicz, polska kajakarka
  - Chris Frith, brytyjski neuropsycholog
  - James Soong, tajwański polityk
  - Roman Tokarczyk, polski prawnik, filozof (zm. 2022)
  - Werner Trzmiel, niemiecki lekkoatleta, płotkarz
  - Gijs van Lennep, holenderski kierowca wyścigowy
- 17 marca:
  - Willie Somerset, amerykański koszykarz
  - Joachim Winterlich, niemiecki kombinator norweski, skoczek narciarski, trener
  - Monika Wulf-Mathies, niemiecka działaczka związkowa, polityk
  - Maciej Żytecki, polski generał brygady
- 18 marca:
  - Jeff Mullins, amerykański koszykarz
  - Doris Pack, niemiecka polityk
  - Elżbieta Tabakowska, polska filolog
- 19 marca:
  - Joseph Harris, trynidadzko-tobagijski duchowny katolicki, arcybiskup metropolita Port-of-Spain
  - Rinus Israël, holenderski piłkarz, trener (zm. 2025)
- 20 marca:
  - Leif Eriksson, szwedzki piłkarz
  - Krzysztof Komornicki, polski polityk (zm. 2022)
  - Ken Waller, amerykański kulturysta
  - You Ching, tajwański prawnik, polityk
- 21 marca:
  - Adhemir de Barros, brazylijski piłkarz
  - Françoise Dorléac, francuska aktorka (zm. 1967)
  - Fradique de Menezes, polityk z Wysp Świętego Tomasza i Książęcej, prezydent
  - Włodzimierz Osiński, polski lekkoatleta, tyczkarz (zm. 2017)
  - Ali Abd Allah Salih, jemeński polityk, prezydent Jemenu (zm. 2017)
- 22 marca – Waleryj Szczukin, radziecki komandor porucznik, białoruski polityk (zm. 2020)
- 23 marca:
  - Ama Ata Aidoo, ghańska pisarka, dramatopisarka, poetka (zm. 2023)
  - Sybilla Dekker, holenderska działaczka gospodarcza, polityk
  - Klaus Glahn, niemiecki judoka
  - Michael Haneke, austriacki reżyser i scenarzysta filmowy
  - Braulio Sáez Garcia, hiszpański duchowny katolicki, biskup pomocniczy Santa Cruz de la Sierra
- 24 marca:
  - Wojciech Szczęsny Kaczmarek, polski fizyk, samorządowiec, prezydent Poznania (zm. 2009)
  - Roberto Lavagna, argentyński ekonomista, polityk
- 25 marca:
  - Ana Blandiana, rumuńska poetka, eseistka
  - Aretha Franklin, amerykańska piosenkarka (zm. 2018)
  - Aleksander Sopliński, polski polityk, lekarz, poseł na Sejm RP (zm. 2021)
  - Suravaram Sudhakar Reddy, indyjski polityk komunistyczny
- 26 marca:
  - Ronald Bass, amerykański scenarzysta i producent filmowy
  - Erica Jong, amerykańska poetka i powieściopisarka
  - Vlatko Kovačević, chorwacki szachista
  - François Léotard, francuski polityk i samorządowiec (zm. 2023)
- 27 marca:
  - John Adshead, nowozelandzki piłkarz, trener
  - Birger Larsen, piłkarz duński (zm. 2024)
  - John Sulston, biolog i biochemik brytyjski, laureat Nagrody Nobla (zm. 2018)
  - Michael York, brytyjski aktor
- 28 marca:
  - Zygmunt Czarzasty, polski prawnik, prokurator
  - Bernard Darniche, francuski kierowca wyścigowy
  - Daniel Dennett, filozof amerykański (zm. 2024)
  - Neil Kinnock, brytyjski polityk
  - Janusz Lorenz, polski polityk, senator RP
  - Mike Newell, brytyjski reżyser
  - Samuel Ramey, amerykański śpiewak
  - Jerry Sloan, amerykański koszykarz (zm. 2020)
  - Jerzy Smorawiński, polski polityk, senator RP
  - Giordano Turrini, włoski kolarz
- 29 marca:
  - Jorge Enrique Jiménez Carvajal, kolumbijski duchowny rzymskokatolicki
  - Larry Lee Pressler, amerykański polityk, senator ze stanu Dakota Południowa
  - Jolanta Skangiel-Kramska, polska biochemik, profesor
  - Jerzy Uziębło, polski kapitan żeglugi wielkiej, działacz państwowy
  - Scott Wilson, amerykański aktor (zm. 2018)
- 30 marca:
  - Zbigniew Bizoń, polski kompozytor, saksofonista tenorowy, organista; także wokalista i aranżer
  - Jan Ryś, polski trener siatkówki
  - Cor Schuuring, holenderski kolarz
  - Kenneth Welsh, kanadyjski aktor (zm. 2022)
- 31 marca – Maria Duławska, polska pisarka, publicystka, pedagog
- 1 kwietnia:
  - Samuel R. Delany, amerykański pisarz science fiction, krytyk literacki
  - Martin Weitzman, amerykański ekonomista (zm. 2019)
- 2 kwietnia:
  - Gabriela Adameșteanu, rumuńska pisarka
  - Jolanta Bohdal, polska aktorka
  - Pasquale Fabbri, włoski kolarz szosowy
  - Ursula Isbel, niemiecka pisarka
  - Kiran Nagarkar, indyjski pisarz (zm. 2019)
  - Mirosław Pawlak, polski nauczyciel, polityk, poseł na Sejm RP
- 3 kwietnia:
  - Marsha Mason, amerykańska aktorka
  - Wayne Newton, amerykański piosenkarz i aktor
  - Marek Perepeczko, polski aktor (zm. 2005)
  - Billy Joe Royal, amerykański piosenkarz (zm. 2015)
- 4 kwietnia:
  - Michel Fourniret, francuski seryjny morderca, pedofil (zm. 2021)
  - Aleksander Salij, polski artysta fotograf, malarz, teoretyk sztuki
  - Robert Szczepaniak, francuski piłkarz pochodzenia polskiego
- 5 kwietnia:
  - Pascal Couchepin, szwajcarski polityk
  - Peter Greenaway, brytyjski reżyser i scenarzysta
  - Irmgard Schwaetzer, niemiecka polityk i farmaceutka
- 6 kwietnia:
  - Ryszard Karczykowski, polski śpiewak operowy
  - Barry Levinson, amerykański reżyser, scenarzysta, aktor i producent
- 7 kwietnia:
  - Gualtiero Bassetti, włoski duchowny katolicki, kardynał
  - Leslie Huckfield, brytyjski polityk
- 8 kwietnia:
  - Gianfranco Amendola, włoski prawnik, wykładowca akademicki, polityk
  - Luis Augusto Castro Quiroga, kolumbijski duchowny katolicki, arcybiskup Tunja (zm. 2022)
  - Roger Chapman, brytyjski wokalista i kompozytor
  - João Lourenço, portugalski piłkarz
  - Douglas Trumbull, amerykański reżyser i producent filmowy, specjalista od efektów specjalnych (zm. 2022)
- 9 kwietnia – András Bodnár, węgierski piłkarz wodny, pływak
- 10 kwietnia:
  - Aleksandr Aksienionok, rosyjski dyplomata
  - Ian Callaghan, angielski piłkarz
  - Erden Kıral, turecki reżyser i scenarzysta filmowy (zm. 2022)
- 11 kwietnia:
  - António Carrilho, portugalski duchowny katolicki, biskup Funchal
  - Hirotoshi Honda, japoński inżynier, przedsiębiorca
- 12 kwietnia:
  - Carlos Reutemann, argentyński kierowca wyścigowy, polityk (zm. 2021)
  - Ivan Wernisch, czeski poeta i tłumacz
  - Kazimierz Wrzosek, polski tancerz i baletmistrz
  - Jacob Zuma, południowoafrykański polityk, wiceprezydent i prezydent RPA
- 13 kwietnia:
  - Ricardo Blázquez, hiszpański duchowny katolicki, kardynał
  - Bill Conti, amerykański kompozytor
  - Waldemar Marszałek, polski motorowodniak (zm. 2024)
- 14 kwietnia:
  - Stuart Craig, brytyjski scenograf
  - Walentin Lebiediew, rosyjski inżynier, kosmonauta
  - Joachim Pichura, polski akordeonista, pedagog (zm. 2024)
  - Matthias Nketsiah, ghański duchowny katolicki
- 15 kwietnia:
  - Michel Dubost, francuski duchowny katolicki, biskup Évry-Corbeil-Essonnes
  - Henryk Pietrek, polski piłkarz, bramkarz
- 16 kwietnia:
  - Dave Draper, amerykański kulturysta, aktor (zm. 2021)
  - Aleksandra Gabrysiak, polska lekarka (zm. 1993)
  - Leo Nucci, włoski śpiewak operowy
  - Frank Williams, brytyjski inżynier, założyciel i szef zespołu Williams F1 (zm. 2021)
- 17 kwietnia:
  - David Bradley, brytyjski aktor
  - Dalibor Motejlek, czeski skoczek narciarski
- 18 kwietnia:
  - Robert Christgau, amerykański dziennikarz
  - Jochen Rindt, austriacki kierowca wyścigowy niemieckiego pochodzenia, mistrz świata Formuły 1 (zm. 1970)
- 19 kwietnia:
  - Sven Lindman, szwedzki piłkarz
  - Jolanta Lothe, polska aktorka (zm. 2022)
  - Jerzy Matula, polski reżyser
  - Alan Price, brytyjski muzyk rockowy
- 20 kwietnia:
  - Zofia Gołubiew, polska historyk sztuki (zm. 2022)
  - Ha Jung-won, północnokoreański piłkarz
  - Casimir Oyé-Mba, gaboński polityk, premier Gabonu (zm. 2021)
  - Arto Paasilinna, fiński dziennikarz, pisarz (zm. 2018)
- 21 kwietnia:
  - Gerd-Peter Eigner, niemiecki pisarz (zm. 2017)
  - Jerzy Kajetan Frykowski, polski producent filmowy
  - Bolesław Herudziński, polski górnik, polityk, poseł na Sejm RP
  - Vitus Huonder, szwajcarski duchowny katolicki, biskup Churu (zm. 2024)
  - Giacomo Lanzetti, włoski duchowny katolicki, biskup Alby
  - Jerzy Nowak, polski działacz społeczny, inżynier, informatyk
  - Geoffrey Palmer, nowozelandzki prawnik i polityk
- 22 kwietnia:
  - Sandra Birdsell, pisarka kanadyjska
  - Paul Hinder, szwajcarski duchowny katolicki
  - André Major, kanadyjski pisarz
  - Maria Malatyńska, polska publicystka, krytyk filmowy, wykładowczyni
- 23 kwietnia:
  - Étienne Balibar, francuski filozof, współautor Czytania „Kapitału”
  - Ronald Gilmore, amerykański duchowny katolicki
- 24 kwietnia:
  - Richard M. Daley, amerykański polityk
  - Barbra Streisand, amerykańska aktorka i piosenkarka pochodzenia żydowskiego
  - George William Vella, maltański polityk i lekarz
- 25 kwietnia:
  - Josef Dvořák, czeski aktor
  - Alina Kołodziejczyk, polska nauczycielka, poseł na Sejm PRL
  - Jon Kyl, amerykański polityk, senator ze stanu Arizona
  - Gerald Walsh, amerykański duchowny katolicki (zm. 2025)
  - Ewa Wiśniewska, polska aktorka
- 26 kwietnia:
  - Jadwiga Staniszkis, polska socjolog (zm. 2024)
  - Halina Wasilewska-Trenkner, polska urzędniczka państwowa (zm. 2017)
- 27 kwietnia:
  - Feliks Chudzyński, polski malarz, grafik, ilustrator, literat (zm. 2008)
  - Walerij Polakow, rosyjski kosmonauta, lekarz (zm. 2022)
- 28 kwietnia:
  - Hugo Hiriart, meksykański pisarz, dziennikarz, filozof
  - Geoffrey Hosking, brytyjski historyk
  - André Rivest, kanadyjski duchowny katolicki
- 29 kwietnia:
  - Galina Kułakowa, rosyjska biegaczka narciarska
  - Teresa Nowak, polska lekkoatletka, płotkarka (zm. 2024)
  - Vini Poncia, amerykański muzyk, autor piosenek, producent muzyczny
- 30 kwietnia:
  - Roman Bebak, polski prawnik, adwokat, wspinacz
  - Sallehuddin, sułtan stanu Kedah w Malezji
- 1 maja:
  - Gerald Ashworth, amerykański lekkoatleta, sprinter
  - Virginio Domingo Bressanelli, argentyński duchowny katolicki, biskup Neuquén
  - Kazimierz Brzeziński, polski ortopeda, polityk, senator RP (zm. 2015)
  - Eljor Iszmuchamiedow, uzbecki reżyser i scenarzysta filmowy
  - Giuseppe Lanci, włoski operator filmowy
  - Stephen Macht, amerykański aktor i reżyser
  - José Mesiano, argentyński piłkarz (zm. 2017)
  - Andrzej Stalmach, polski lekkoatleta, skoczek w dal (zm. 2020)
- 2 maja:
  - Jerzy Balcerzak, polski geodeta i kartograf
  - Josef Eder, austriacki bobsleista
  - Petr Janda, czeski muzyk
  - Bogusław Kaczyński, polski dziennikarz, publicysta i krytyk muzyczny (zm. 2016)
  - Janina Paradowska, polska dziennikarka (zm. 2016)
  - Wojciech Pszoniak, polski aktor (zm. 2020)
  - Jacques Rogge, belgijski sportowiec (zm. 2021)
  - Stanisława Ryster, polska prawniczka i prezenterka telewizyjna (zm. 2024)
- 3 maja:
  - Věra Čáslavská, czechosłowacka gimnastyczka (zm. 2016)
  - Henning Frenzel, niemiecki piłkarz
  - Butch Otter, amerykański polityk, gubernator Idaho
  - Antoni Piechniczek, polski trener piłkarski
  - Udo Steinke, pisarz niemiecki (zm. 1999)
- 4 maja – Germano Grachane, mozambicki duchowny katolicki, biskup Nacali
- 5 maja:
  - Czesław Błaszak, polski zoolog, akarolog (zm. 2021)
  - Alceste Catella, włoski duchowny katolicki, biskup Casale Monferrato
- 6 maja:
  - Sergio Bello, włoski lekkoatleta
  - Ariel Dorfman, chilijski pisarz
  - Agnieszka Fitkau-Perepeczko, polska aktorka, modelka, pisarka
  - Luiz Mancilha Vilela, brazylijski duchowny katolicki (zm. 2022)
- 7 maja:
  - Bob Weiss, amerykański koszykarz, trener
  - Pieter Winsemius, holenderski fizyk, nauczyciel, polityk
- 8 maja:
  - Stanisław Balbus, polski teoretyk literatury (zm. 2023)
  - Michele Dancelli, włoski kolarz szosowy
  - Stanisław Habczyk, polski historyk, nauczyciel, polityk, poseł na Sejm PRL
  - William Justice, amerykański duchowny katolicki, biskup pomocniczy San Francisco
  - Norman Lamont, brytyjski polityk
  - Terry Neill, północnoirlandzki piłkarz, trener (zm. 2022)
  - Stefan Szefer, polsko-amerykański piłkarz
- 9 maja:
  - John Ashcroft, amerykański polityk, senator ze stanu Missouri
  - Andrzej Zydorowicz, polski dziennikarz sportowy i działacz samorządowy
- 10 maja:
  - Gilbert Aubry, francuski duchowny katolicki
  - Carl Douglas, jamajski piosenkarz
  - Pascal Lainé, francuski pisarz (zm. 2024)
- 11 maja:
  - Elisabeth Gehrer, austriacka nauczycielka, polityk
  - Irena, księżniczka duńska i grecka
- 12 maja:
  - Adam Bujak, polski fotograf
  - Friedhelm Hofmann, niemiecki duchowny katolicki
- 13 maja:
  - Władimir Dżanibekow, rosyjski kosmonauta
  - Kazimierz Milner, polski związkowiec, polityk, poseł na Sejm RP (zm. 2008)
  - Pál Schmitt, węgierski szermierz
- 14 maja:
  - Byron Dorgan, amerykański polityk, senator ze stanu Dakota Północna
  - Prentis Hancock, brytyjski aktor (zm. 2025)
  - Tony Pérez, kubański baseballista
- 15 maja:
  - Barnabas Sibusiso Dlamini, suazyjski polityk (zm. 2018)
  - Jusuf Kalla, indonezyjski polityk, wiceprezydent
  - Ahmed Marei, egipski aktor filmowy (zm. 1995)
- 16 maja – Isao Sasaki, japoński seiyū i piosenkarz
- 17 maja:
  - Elżbieta Gaertner, polska aktorka
  - Philippe Gondet, francuski piłkarz (zm. 2018)
  - Taj Mahal, amerykański muzyk bluesowy
- 18 maja:
  - Przemysław Hauser, polski historyk
  - Nobby Stiles, angielski piłkarz, trener (zm. 2020)
  - Emília Vášáryová, słowacka aktorka
- 19 maja:
  - Piotr Adamczewski, polski dziennikarz i krytyk kulinarny (zm. 2016)
  - Robert Kilroy-Silk, brytyjski polityk i prezenter telewizyjny
- 20 maja:
  - Lynn Davies, brytyjski lekkoatleta, skoczek w dal
  - Józef Kurylak, polski poeta, eseista
  - Czesław Ptak, polski bokser, trener
- 21 maja:
  - John Konrads, australijski pływak (zm. 2021)
  - Danny Ongais, amerykański kierowca wyścigowy (zm. 2022)
  - Ivo Viktor, czeski piłkarz, bramkarz
- 22 maja:
  - Ted Kaczynski, amerykański matematyk, terrorysta pochodzenia polskiego (zm. 2023)
  - Barbara Parkins, kanadyjska aktorka, piosenkarka, tancerka, fotografka
  - Michael Welsh, brytyjski polityk i menedżer
- 23 maja:
  - Johannes Fried, niemiecki historyk
  - Witold Feliks Gładkowski, Senator RP V Kadencji (zm. 2006)
  - Gabriel Liiceanu, rumuński pisarz i działacz kulturalny
  - Milutin Mrkonjić, serbski inżynier i polityk (zm. 2021)
  - Jan Wojtyła, polski ekonomista
- 24 maja:
  - Ichirō Ozawa, japoński polityk
  - Fraser Stoddart, szkocki chemik, laureat Nagrody Nobla (zm. 2024)
  - Zofia Wilczyńska, polska polityk (zm. 2024)
- 25 maja:
  - Aleksandr Kalagin, rosyjski aktor i reżyser
  - Łucja Prus, polska piosenkarka (zm. 2002)
- 26 maja:
  - Metin Alakoç, turecki zapaśnik
  - Ulf Eriksson, szwedzki piłkarz, sędzia piłkarski
  - George Rassas, amerykański duchowny katolicki, biskup pomocniczy Chicago
  - Görel Thurdin, szwedzka polityk
- 27 maja:
  - Kent Bernard, trynidadzko-tobagijski lekkoatleta, sprinter (zm. 2025)
  - Roger Freeman, brytyjski polityk (zm. 2025)
  - Andrzej Zoll, polski prawnik, Rzecznik Praw Obywatelskich, prezes Trybunału Konstytucyjnego
- 28 maja:
  - Maria Braunstein, polska tłumaczka i redaktor książek
  - Jesús García Burillo, hiszpański duchowny katolicki, biskup Ávili
  - Stanley B. Prusiner, amerykański biochemik i neurobiolog, laureat, Nagrody Nobla
- 29 maja:
  - Edward Bańkowski, polski lekarz, biochemik
  - Kevin Conway, amerykański aktor, reżyser i producent filmowy (zm. 2020)
  - Jerzy Szabatin, polski elektronik, profesor nauk technicznych
- 30 maja:
  - Antonín Bajaja, czeski pisarz, dziennikarz (zm. 2022)
  - Alwida Antonina Bajor, polska dziennikarka, publicystka, tłumaczka, pisarka (zm. 2024)
- 31 maja – Franck Touzet, francuski duchowny katolicki
- 1 czerwca:
  - Fernando Atzori, włoski bokser (zm. 2020)
  - Afonso Fioreze, brazylijski duchowny katolicki (zm. 2021)
  - Vladimir Prifti, albański aktor, reżyser i scenarzysta filmowy (zm. 2023)
- 2 czerwca:
  - Jerzy Cisowski, polski konstruktor szybowcowy
  - Eduard Małofiejew, białoruski piłkarz
  - Jacek Pałkiewicz, polski reporter
- 3 czerwca:
  - Marek Koterski, polski reżyser
  - Jean-Louis Bertucelli, francuski reżyser i scenarzysta (zm. 2014)
  - Jan Majewski, polski duchowny katolicki, prawnik, polityk, poseł na Sejm RP (zm. 2017)
- 4 czerwca:
  - Fernand Le Rachinel, francuski polityk
  - Andrzej Tyc, polski matematyk, polityk, senator RP
  - Henri Jan Wienese, holenderski wioślarz
- 5 czerwca:
  - Teodoro Obiang Nguema Mbasogo, prezydent Gwinei Równikowej
  - Erich Trapp, austriacki historyk i bizantynolog
- 6 czerwca:
  - Klaus Bednarz, niemiecki dziennikarz (zm. 2015)
  - Romuald Brazis, polsko-litewski fizyk, matematyk, wykładowca akademicki
  - Mario Chaldú, argentyński piłkarz (zm. 2020)
  - Paul Esswood, brytyjski śpiewak
  - Ulrike Ottinger, niemiecka reżyserka, dokumentalistka, fotografka
  - Norberto Rivera Carrera, meksykański duchowny katolicki, arcybiskup Meksyku, kardynał
  - Franciszek Żygis, polski generał brygady (zm. 2023)
- 7 czerwca:
  - Benő Káposzta, węgierski piłkarz (zm. 2025)
  - Mu’ammar al-Kaddafi (ur. 7 czerwca lub 13 września 1942), libijski pułkownik i polityk, przywódca Libii (zm. 2011)
  - Adam Massalski, polski historyk
- 8 czerwca:
  - Jan Dobkowski, polski malarz
  - Jacques Dubochet, szwajcarski biofizyk
  - Aleksander Kołodziejczyk, polski chemik
  - Nikos Konstandopulos, grecki polityk i prawnik, parlamentarzysta
  - Doug Mountjoy, walijski snookerzysta (zm. 2021)
  - Mirosława Sarna, polska lekkoatletka, skoczkini w dal
  - Horst Wolter, niemiecki piłkarz, bramkarz
- 9 czerwca – Ulf Hannerz, szwedzki antropolog
- 10 czerwca:
  - Willy Allemann, szwajcarski piłkarz
  - Lopo do Nascimento, angolski polityk, premier Angoli
- 11 czerwca:
  - Parris Glendening, amerykański polityk
  - Krzysztof Sperski, polski wiolonczelista
  - Piotr Witakowski, polski naukowiec
  - Witold Zatoński, polski lekarz
- 12 czerwca:
  - Ahmad Abu al-Ghajt, egipski polityk, dyplomata
  - Zofia Bilińska, polska rzeźbiarka, graficzka
  - Krzysztof Koreleski, polski profesor nauk rolniczych
  - Bert Sakmann, niemiecki cytofizjolog, laureat Nagrody Nobla
- 13 czerwca:
  - Abdulsalami Abubakar, nigeryjski generał, polityk, prezydent Nigerii
  - Josaphat Lebulu, tanzański duchowny katolicki, arcybiskup Arushy
  - Jerzy Pluta, polski pisarz, krytyk literacki, edytor
  - Szabolcs Szilágyi, węgierski pisarz, tłumacz
- 14 czerwca:
  - Jim Busby, amerykański kierowca wyścigowy
  - Mila Haugová, słowacka pisarka, poetka, tłumaczka
- 15 czerwca
  - Tony Coelho, amerykański polityk
  - John E. McLaughlin, amerykański funkcjonariusz służb specjalnych
- 16 czerwca:
  - Giacomo Agostini, włoski motocyklista
  - Suzan Farmer, angielska aktorka (zm. 2017)
  - Ryszard Kacynel, białoruski inżynier i działacz mniejszości polskiej, radny Grodna, wiceprzewodniczący Związku Polaków na Białorusi (1990–2000)
  - Joseph Pepe, amerykański duchowny katolicki
  - Walter Schwimmer, polityk austriacki (zm. 2025)
- 17 czerwca:
  - Mohamed ElBaradei, egipski polityk i prawnik, laureat Pokojowej Nagrody Nobla
  - Jan Mikrut, polski zakonnik, katecheta i rekolekcjonista (zm. 2013)
- 18 czerwca:
  - Roger Ebert, amerykański krytyk filmowy oraz dziennikarz, laureat nagrody Pulitzera (zm. 2013)
  - Thabo Mbeki, południowoafrykański polityk, prezydent RPA
  - Paul McCartney, brytyjski multiinstrumentalista, wokalista, kompozytor, członek zespołów The Beatles i Wings
  - Joseph Pepe, amerykański duchowny katolicki, biskup Las Vegas
  - Nick Tate, australijski aktor
  - Riitta Uosukainen, fińska działaczka samorządowa, polityk
- 19 czerwca:
  - Bernard Bosquier, francuski piłkarz
  - Bob Kasten, amerykański polityk, senator
  - Tanya Lopert, francuska aktorka
- 20 czerwca:
  - Santiago Agrelo, hiszpański duchowny katolicki
  - Heinz Kindermann, niemiecki lekarz weterynarii, polityk
  - Eduard Markarow, ormiański piłkarz, trener i działacz piłkarski
  - Carlo Prinoth, włoski saneczkarz
  - Brian Wilson, amerykański muzyk, wokalista, kompozytor, producent muzyczny, członek zespołu The Beach Boys (zm. 2025)
- 21 czerwca:
  - Norbert Brunner, szwajcarski duchowny katolicki, biskup Sionu
  - Alfonso Delgado Evers, argentyński duchowny katolicki, arcybiskup San Juan de Cuyo
  - Marjorie Margolies-Mezvinsky, amerykańska dziennikarka, polityk
  - Marina Matulović Dropulić, chorwacka polityk, architekt
  - Ruzhdi Pulaha, albański dramaturg, scenarzysta filmowy
  - Togo D. West Jr., amerykański polityk, prawnik (zm. 2018)
- 22 czerwca:
  - Laila Freivalds, szwedzka polityk
  - Eumir Deodato, brazylijski muzyk
  - Ryszard Wierzba, polski ekonomista
- 23 czerwca:
  - Zenon Poznański, polski generał brygady
  - Martin Rees, brytyjski astronom, kosmolog
  - Hannes Wader, niemiecki gitarzysta, piosenkarz, autor piosenek
  - Jan Waliszkiewicz, polski generał brygady pilot
- 24 czerwca:
  - Arthur Brown, brytyjski wokalista i autor tekstów
  - Eduardo Frei, chilijski polityk
  - Michele Lee, amerykańska piosenkarka, tancerka i aktorka
- 25 czerwca:
  - Ivan Binar, czeski pisarz, publicysta
  - Anatolij Bugorski, rosyjski fizyk atomowy
  - Joe Chambers, amerykański muzyk i kompozytor jazzowy
  - Nikiforos Diamanduros, grecki politolog, nauczyciel akademicki, europejski rzecznik praw obywatelskich
  - Antoni Dzierżyński, polski polityk, poseł na Sejm RP (zm. 2017)
  - Guillermo Hernández, meksykański piłkarz, trener
  - Volker David Kirchner, niemiecki altowiolista, kompozytor (zm. 2020)
  - Luis Paz, kolumbijski piłkarz (zm. 2015)
  - Willis Reed, amerykański koszykarz (zm. 2023)
  - Michel Tremblay, kanadyjski pisarz
- 26 czerwca:
  - Luis Eichhorn, argentyński duchowny katolicki, biskup Morón (zm. 2022)
  - Gilberto Gil, brazylijski pieśniarz, gitarzysta i kompozytor
  - Wojciech Szczęsny Zarzycki, polski polityk
- 27 czerwca:
  - Piotr Dmochowski, polsko-francuski prawnik
  - Chris Irwin, brytyjski kierowca wyścigowy
  - Andrzej Gdula, polski polityk
  - Bruce Johnston(inne języki), amerykański muzyk, wokalista, członek zespołu The Beach Boys
  - Władysław Żabiński, polski rolnik, samorządowiec, poseł na Sejm RP (zm. 2023)
- 28 czerwca:
  - David Kopay, amerykański futbolista
  - Wacław Niewiarowski, polski inżynier, polityk, poseł na Sejm RP, minister przemysłu i handlu (zm. 2007)
  - Rupert Sheldrake, brytyjski biolog, pisarz
  - Frank Zane, amerykański kulturysta
- 29 czerwca – Wolfgang Kramer, niemiecki projektant gier planszowych
- 30 czerwca:
  - Robert Ballard, amerykański oficer marynarki wojennej, geolog morski, geofizyk, badacz głębin morskich
  - Zofia Bawankiewicz-Potocka, polska aktorka
  - Jean-Baptiste Ouédraogo, burkiński lekarz, major, polityk, Górnej Wolty (obecnie Burkina Faso)
- 1 lipca:
  - Geneviève Bujold, kanadyjska aktorka
  - Timothy Chin-Tien Yang, tajwański dyplomata, polityk
  - Andrae Crouch, amerykański wokalista gospel (zm. 2015)
  - Izzat Ibrahim ad-Duri, iracki wojskowy i polityk, minister spraw wewnętrznych (zm. 2020)
  - Stanisław Sierpowski, polski historyk
  - Janusz Trzciński, polski konstytucjonalista
- 2 lipca:
  - Vicente Fox, meksykański ekonomista, polityk, prezydent Meksyku
  - Tadeusz Lewowicki, polski pedagog (zm. 2024)
  - Lutz Schmadel, niemiecki astronom (zm. 2016)
  - Janusz Świąder, polski dziennikarz i publicysta
- 3 lipca:
  - Gunilla Bergström, szwedzka pisarka, ilustratorka i dziennikarka (zm. 2021)
  - Lothar Claesges, niemiecki kolarz szosowy i torowy (zm. 2021)
  - Josef Engel, czeski zapaśnik
  - Eddy Mitchell, francuski piosenkarz i aktor
  - Stefan Pokorski, polski fizyk teoretyczny
- 4 lipca:
  - Stefano De Luca, włoski prawnik, polityk
  - Peter Rowan, amerykański muzyk
  - Michael Windsor, członek brytyjskiej rodziny królewskiej
- 5 lipca:
  - Alberto Bottari de Castello, włoski duchowny katolicki, arcybiskup, nuncjusz apostolski (zm. 2025)
  - Gianfranco Ghirlanda, włoski duchowny katolicki,
  - Hannes Löhr, niemiecki piłkarz, trener (zm. 2016)
  - Zacchaeus Okoth, kenijski duchowny katolicki, arcybiskup Kisumu
- 6 lipca – Raymond Depardon, francuski fotograf, reżyser, scenarzysta i operator filmowy
- 7 lipca – Anthony B. Richmond, brytyjski reżyser i operator filmowy
- 8 lipca – Gerd Meyer, niemiecki politolog, historyk i germanista
- 9 lipca:
  - James Francis McCarthy, amerykański duchowny katolicki
  - Richard Roundtree, amerykański aktor (zm. 2023)
- 10 lipca:
  - Hermann Burger, szwajcarski pisarz i literaturoznawca (zm. 1989)
  - Piotr Klimuk, kosmonauta radziecki
  - Ronnie James Dio, amerykański wokalista heavymetalowego zespołu Dio (zm. 2010)
  - Mirjana Marković, serbska polityk i socjolog (zm. 2019)
  - Aarón Padilla, meksykański piłkarz (zm. 2020)
  - Maria Pańczyk-Pozdziej, polska dziennikarka (zm. 2022)
  - Sixto Rodriguez, amerykański wokalista i gitarzysta (zm. 2023)
- 11 lipca:
  - Jean Jourden, francuski kolarz (zm. 2024)
  - Daphne Marlatt, kanadyjska pisarka i poetka
  - Tomasz Stańko, polski trębacz jazzowy (zm. 2018)
- 12 lipca:
  - Petre Ceapura, rumuński wioślarz
  - Lothar Dziwoki, polski muzyk jazzowy, aranżer, wokalista, pedagog (zm. 2019)
  - Claus Møller, duński ekspert i konsultant w dziedzinie zarządzania zasobami ludzkimi
- 13 lipca:
  - Harrison Ford, amerykański aktor, producent filmowy
  - Egbert Hirschfelder, niemiecki wioślarz (zm. 2022)
- 14 lipca:
  - Anna A. Jászó, węgierska językoznawczyni
  - Kazimierz Kapera, polski stomatolog, polityk, poseł na Sejm RP
  - Javier Solana, hiszpański polityk
- 15 lipca: 
  - Jerzy Kossela, polski kompozytor (zm. 2017)
  - Henry McCubbin, brytyjski polityk (zm. 2023)
- 16 lipca:
  - Danuta Grabowska, polska polityk
  - Margaret Smith Court, tenisistka australijska
- 17 lipca – Connie Hawkins, amerykański koszykarz (zm. 2017)
- 18 lipca:
  - Arrigo Miglio, włoski duchowny katolicki, biskup Ivrei, arcybiskup Cagliari
  - Adolf Ogi, szwajcarski polityk, działacz sportowy
- 20 lipca:
  - Malcolm Pearson, brytyjski przedsiębiorca, polityk
  - Mickey Stanley, amerykański baseballista
- 21 lipca:
  - Alfred Gomolka, niemiecki polityk (zm. 2020)
  - Fred Hetzel, amerykański koszykarz
  - Jan J. Zienkiewicz, polski ekonomista, turysta, krajoznawca, regionalista, działacz PTTK
- 22 lipca:
  - Toyohiro Akiyama, japoński dziennikarz i kosmonauta
  - Henryk Gołębiewski, polski polityk
  - Peter Habeler, austriacki wspinacz
- 23 lipca:
  - Erika Blanc, włoska aktorka
  - Jean-Claude Rudaz, szwajcarski kierowca wyścigowy
  - Romanas Algimantas Sedlickas, litewski prawnik, polityk
- 24 lipca:
  - Chris Sarandon, amerykański aktor pochodzenia greckiego
  - Etienne Schouppe, belgijski i flamandzki finansista, samorządowiec, polityk
- 25 lipca:
  - Krister Kristensson, szwedzki piłkarz (zm. 2023)
  - Ruža Pospiš-Baldani, chorwacka śpiewaczka operowa (mezzosopran)
  - Jean-Pierre Tafunga, kongijski duchowny katolicki, arcybiskup Lubumbashi (zm. 2021)
- 26 lipca:
  - Hannelore Elsner, niemiecka aktorka (zm. 2019)
  - Vladimír Mečiar, słowacki polityk
- 27 lipca:
  - Karl Link, niemiecki kolarz
  - John McMurry, amerykański chemik
  - Dennis Ralston, amerykański tenisista (zm. 2020)
- 28 lipca:
  - Valdis Birkavs, łotewski prawnik, polityk, premier Łotwy
  - Bolesław Kwiatkowski, polski koszykarz, trener (zm. 2021)
  - Meave Leakey, brytyjska paleontolog
  - Kaari Utrio, fińska historyk, pisarka, feministka
- 29 lipca:
  - Sten Heckscher, szwedzki polityk
  - Günter Klann, niemiecki lekkoatleta, sprinter
  - Israel Singer, amerykański prawnik, działacz społeczny pochodzenia żydowskiego
  - Tony Sirico, amerykański aktor pochodzenia włoskiego (zm. 2022)
- 30 lipca:
  - Andrzej Bednarek, polski reżyser
  - Joan Halifax, amerykańska nauczycielka i kapłanka buddyzmu zen zainteresowana antropologią kulturową
  - Jiří Karas, czeski polityk i dyplomata
  - Emilia Wcisło, polska polityk, poseł na Sejm PRL
- 31 lipca:
  - James Douglas-Hamilton, brytyjski arystokrata, polityk (zm. 2023)
  - Modibo Keïta, malijski polityk, premier Mali (zm. 2021)
  - Paweł Łączkowski, polski prawnik, polityk, poseł na Sejm RP, wicepremier
  - Sławomir Nowakowski, polski polityk, poseł na Sejm RP
- 1 sierpnia:
  - Jerry Garcia, amerykański gitarzysta, członek zespołu Grateful Dead (zm. 1995)
  - Giancarlo Giannini, włoski aktor
  - Jerzy Mokrzycki, polski polityk, senator RP (zm. 2005)
- 2 sierpnia:
  - Isabel Allende, chilijska pisarka
  - Leo Beenhakker, holenderski piłkarz i trener reprezentacji Polski w piłce nożnej (zm. 2025)
  - Niels Busk, duński major, rolnik, polityk, eurodeputowany
  - Bob Netolicky, amerykański koszykarz
- 3 sierpnia:
  - Jaroslav Holík, czeski hokeista (zm. 2015)
  - Walter Szołtysek, polski sztangista
- 4 sierpnia – Bernard Barsi, francuski duchowny katolicki, arcybiskup Monako (zm. 2022)
- 5 sierpnia:
  - Roman Rożek, polski bokser
  - Sergio Ramírez, nikaraguański adwokat, dziennikarz, pisarz, polityk
  - Barbara Sołtysik, polska aktorka
- 6 sierpnia – George Jung, amerykański gangster (zm. 2021)
- 7 sierpnia:
  - Tobin Bell, amerykański aktor
  - Sigfried Held, niemiecki piłkarz
  - Hadriaan van Nes, holenderski wioślarz (zm. 2024)
  - B.J. Thomas, amerykański piosenkarz (zm. 2021)
  - Ahmad uld Daddah, mauretański ekonomista, polityk i urzędnik cywilny
  - Caetano Veloso, brazylijski piosenkarz, kompozytor i gitarzysta
- 8 sierpnia – U Tong Ch’ŭk, północnokoreański generał, polityk
- 9 sierpnia:
  - Jack DeJohnette, amerykański perkusista jazzowy
  - Józef Maj, polski duchowny katolicki, działacz społeczny
  - Karol Sidon, czeski rabin, dramaturg, prozaik
- 10 sierpnia:
  - John Bailey, amerykański operator filmowy (zm. 2023)
  - Andrzej Hardy, polski prawnik i polityk, poseł na Sejm RP
  - Giovanni Lodetti, włoski piłkarz (zm. 2023)
  - Andrzej Różycki, polski reżyser (zm. 2021)
- 11 sierpnia – Jacques Brotchi, belgijski lekarz, polityk
- 12 sierpnia:
  - Jan Holub, czeski żużlowiec (zm. 2018)
  - Barbara Młynarska, polska aktorka
  - Hans-Wilhelm Müller-Wohlfahrt, niemiecki lekarz sportowy
  - Bianca Pitzorno, włoska pisarka, tłumaczka
  - Martin Seligman, amerykański psycholog
- 13 sierpnia:
  - Jean-Claude Andruet, francuski kierowca rajdowy
  - Adriano Bernardini, włoski duchowny katolicki, arcybiskup, nuncjusz apostolski
  - Georges Carnus, francuski piłkarz, bramkarz
  - Juliusz Chrościcki, polski historyk sztuki, wykładowca akademicki (zm. 2024)
  - Robert L. Stewart, amerykański wojskowy i astronauta
- 14 sierpnia – Jackie Oliver, brytyjski kierowca wyścigowy
- 15 sierpnia:
  - Alewtina Olunina, rosyjska biegaczka narciarska
  - Pete York, brytyjski perkusista
- 16 sierpnia:
  - George Eastman, włoski aktor, producent filmowy i scenarzysta
  - Les Hunter, amerykański koszykarz (zm. 2020)
  - Reinhard Klimmt, niemiecki polityk, publicysta
  - Antoni Kroh, polski etnograf, pisarz, tłumacz
  - Krystyna Mokrosińska, polska dziennikarka telewizyjna, autorka filmów dokumentalnych
  - Roch Sulima, polski kulturoznawca, historyk kultury, antropolog kulturowy, folklorysta, krytyk literacki i artystyczny, publicysta
  - Lesley Turner Bowrey, australijska tenisistka
  - Piotr Wolański, polski naukowiec (zm. 2023)
- 17 sierpnia – Ariel Toaff, włoski historyk judaizmu
- 18 sierpnia:
  - Lauro António, portugalski reżyser i scenarzysta filmowy (zm. 2022)
  - Michał Butkiewicz, polski szpadzista
  - Michel Kafando, burkiński dyplomata, polityk, prezydent Burkiny Faso
  - Jürgen Kißner, niemiecki kolarz torowy (zm. 2019)
  - Bosse Ringholm, szwedzki polityk
- 19 sierpnia:
  - Ray Cooper, brytyjski muzyk, aktor
  - Gerda Kupferschmied, niemiecka lekkoatletka
  - Jacek Salij, polski duchowny katolicki, dominikanin, teolog, tomista, pisarz, publicysta
  - Fred Thompson, amerykański prawnik, aktor, polityk, senator ze stanu Tennessee (zm. 2015)
  - Milan Vukić, serbski szachista
- 20 sierpnia:
  - Juraj Dolník, słowacki językoznawca
  - Bernd Kannenberg, niemiecki lekkoatleta (zm. 2021)
- 21 sierpnia:
  - Ryszard Ciecierski, polski polityk, inżynier, senator RP
  - Tetsu Ikuzawa, japoński kierowca wyścigowy
  - Jan Sztwiertnia, polski polityk, poseł na Sejm RP
  - Włodzimierz Wincławski, polski socjolog
- 22 sierpnia:
  - Finn Fuglestad, norweski historyk
  - Harald Norpoth, niemiecki lekkoatleta, średnio- i długodystansowiec
- 23 sierpnia:
  - Andrzej Offmański, polski duchowny katolicki, infułat, profesor nauk teologicznych
  - Dimitris Papaioanu, grecki piłkarz (zm. 2023)
  - Nancy Richey, amerykańska tenisistka
- 24 sierpnia – Karen Uhlenbeck, amerykańska matematyczka
- 25 sierpnia:
  - Nathan Deal, amerykański polityk, gubernator stanu Georgia
  - Howard Jacobson, brytyjski pisarz, felietonista, krytyk literacki
  - Margarita Tieriechowa, rosyjska aktorka
- 26 sierpnia:
  - Lia Hinten, holenderska lekkoatletka (zm. 2021)
  - Kirk Morris, włoski kulturysta, aktor
  - Hubert Raudaschl, austriacki żeglarz sportowy
- 27 sierpnia:
  - Marion Berry, amerykański polityk (zm. 2023)
  - Dieter Hoffmann, niemiecki lekkoatleta, kulomiot (zm. 2016)
  - Per Stig Møller, duński polityk
  - Örjan Persson, szwedzki piłkarz
- 28 sierpnia:
  - Ali Podrimja, albański poeta i prozaik (zm. 2012)
  - José Eduardo dos Santos, angolski polityk (zm. 2022)
  - Jorge Liberato Urosa Savino, wenezuelski duchowny katolicki, kardynał (zm. 2021)
- 29 sierpnia:
  - Gottfried John, niemiecki aktor (zm. 2014)
  - Federico Lombardi, włoski jezuita, dyrektor Biura Prasowego Stolicy Apostolskiej
  - Gillian Rubinstein, brytyjska pisarka
  - Coenrad Zuidema, holenderski szachista
- 30 sierpnia:
  - Jonathan Aitken, brytyjski polityk
  - Krzysztof Cwynar, polski piosenkarz, kompozytor, działacz społeczny
- 31 sierpnia:
  - Andrzej Gołaś, polski polityk, przedsiębiorca, poseł na Sejm RP
  - Daniel Percheron, francuski polityk
  - Alessandro Pesenti-Rossi, włoski kierowca wyścigowy
  - Raymond Ranjeva, madagaskarski prawnik
- 1 września:
  - António Lobo Antunes, portugalski pisarz
  - C.J. Cherryh, amerykańska pisarka fantasy i science fiction
  - Terry Hennessey, walijski piłkarz, trener
  - Andrzej Skorulski, polski polityk, działacz związkowy, poseł na Sejm RP
- 2 września – Robert Shapiro, amerykański prawnik, adwokat
- 3 września:
  - Al Jardine(inne języki), amerykański muzyk, piosenkarz i autor tekstów, współzałożyciel The Beach Boys
  - Piotr Jędrzejowicz, polski informatyk
  - Gregorio Rosa Chávez, salwadorski duchowny katolicki, biskup pomocniczy San Salvador, kardynał
  - Anna Urbanowicz, polska polityk, samorządowiec, posłanka na Sejm RP
- 4 września:
  - Bob Filner, amerykański polityk (zm. 2025)
  - Maria Jarymowicz, polska psycholog, profesor nauk humanistycznych
  - Roman Kasprzyk, polski piłkarz
  - Andrzej Rewilak, polski piłkarz
  - Albrecht Schläger, niemiecki polityk
  - Borys Soroka, ukraiński piłkarz
- 5 września:
  - Werner Herzog, niemiecki reżyser filmowy, teatralny i operowy, scenarzysta i producent filmowy
  - Zdzisław Pruss, polski dziennikarz, poeta, satyryk
  - Teresa Tuszyńska, polska aktorka (zm. 1997)
  - Norbert Trelle, niemiecki duchowny katolicki, biskup Hildesheim
- 6 września – Herbert Honz, niemiecki kolarz
- 7 września:
  - Marian Łohutko, polski prozaik (zm. 2017)
  - Alan Oakes, angielski piłkarz
  - Juozas Žilys, litewski prawnik, prezes Sądu Konstytucyjnego Republiki Litewskiej (zm. 2024)
- 8 września – Marcelo Sánchez Sorondo, argentyński duchowny katolicki
- 9 września:
  - Henryk Kawiorski, polski powieściopisarz
  - Tadeusz Świerczewski, polski architekt, działacz opozycji antykomunistycznej
- 10 września – Józef Janduda, polski piłkarz
- 11 września:
  - Yvonne Herløv Andersen, duńska pedagog, działaczka samorządowa, polityk
  - Marek Bargiełowski, polski aktor (zm. 2016)
  - Lola Falana, amerykańska aktorka i tancerka
- 12 września:
  - Michel Drucker, francuski dziennikarz
  - Bronisław Hyżorek, polski dyrygent, pedagog
  - Tomás Marco, hiszpański kompozytor
- 13 września:
  - Hissène Habré, czadyjski polityk, dyktator (zm. 2021)
  - Mu’ammar al-Kaddafi (ur. 13 września lub 7 czerwca 1942), libijski pułkownik i polityk, przywódca Libii (zm. 2011)
  - Béla Károlyi, rumuński trener gimnastyki pochodzenia węgierskiego (zm. 2024)
  - Jan Kukal, czeski tenisista, trener
  - Joaquín María López de Andújar, hiszpański duchowny katolicki, biskup Getafe
- 14 września:
  - Bernard MacLaverty, irlandzki pisarz i nowelista
  - Eliso Wirsaladze, gruzińska pianistka
- 15 września:
  - Wen Jiabao, chiński polityk
  - Emmerson Mnangagwa, zimbabweński polityk, prezydent Zimbabwe
  - Jolanta Wołłejko, polska aktorka
- 16 września:
  - Tadeusz Luty, polski chemik
  - Susan L. Graham, amerykańska informatyczka
  - Marek Rusin, polski inżynier
  - Ángel San Casimiro Fernández, hiszpański duchowny katolicki, biskup diecezjalny Alajuela
- 17 września:
  - Brenda Archer, gujańska lekkoatletka, skoczkini wzwyż
  - Teresa Budzisz-Krzyżanowska, polska aktorka
- 18 września:
  - Gerhard Kentschke, niemiecki piłkarz
  - Stanisław Kowalczyk, polski polityk, działacz związkowy, poseł na Sejm RP (zm. 2021)
  - Marco Rota, francuski rysownik
  - Wolfgang Schäuble, niemiecki polityk (zm. 2023)
- 19 września:
  - Jean Auroux, francuski samorządowiec, polityk
  - Zygmunt Ratman, polski samorządowiec, polityk, poseł na Sejm RP
  - Jewhen Stankowycz, ukraiński kompozytor, pedagog
- 21 września:
  - Peter van Inwagen, amerykański filozof, wykładowca akademicki
  - Oscar Aníbal Salazar Gómez, kolumbijski duchowny katolicki, biskup La Dorada-Guaduas
  - U-Roy, jamajski muzyk reggae (zm. 2021)
- 22 września:
  - Larry Jones, amerykański koszykarz (zm. 2025)
  - Giuseppe Ros, włoski bokser (zm. 2022)
  - Rubén Salazar Gómez, kolumbijski duchowny katolicki, arcybiskup Bogoty, kardynał
  - David Stern, amerykański prawnik (zm. 2020)
- 23 września:
  - Jean-Pierre Bébéar, francuski laryngolog, polityk
  - Bärbel Löhnert, niemiecka lekkoatletka, wieloboistka
  - Lajos Mecser, węgierski lekkoatleta, długodystansowiec
- 24 września:
  - Mike Berry, brytyjski aktor, piosenkarz (zm. 2025)
  - Tatsuo Sasaki, japoński zapaśnik
- 25 września:
  - Thaddée Ntihinyurwa, rwandyjski duchowny katolicki
  - Volker Rühe, niemiecki polityk
  - Henri Pescarolo, francuski kierowca wyścigowy
- 26 września:
  - Emilio Gutiérrez Caba, hiszpański aktor
  - Ingrid Mickler-Becker, niemiecka lekkoatletka
- 27 września:
  - Tomasz Goban-Klas, polski socjolog, medioznawca, nauczyciel akademicki
  - Olga Pulić, serbska lekkoatletka, skoczkini wzwyż
  - Detlef Thorith, niemiecki lekkoatleta, dyskobol
- 28 września:
  - Marshall Bell, amerykański aktor
  - Wojciech Grochowski, polski samorządowiec, prezydent Torunia
  - Donna Leon, amerykańska pisarka pochodzenia hiszpańsko-irlandzkiego
- 29 września:
  - Donna Corcoran, amerykańska aktorka
  - Felice Gimondi, włoski kolarz (zm. 2019)
  - Madeline Kahn, amerykańska aktorka (zm. 1999)
  - Ian McShane, angielski aktor
  - Bill Nelson, amerykański astronauta, polityk, senator ze stanu Floryda
  - Jean-Luc Ponty, francuski skrzypek
  - Steve Tesich, serbsko-amerykański nowelista i dramaturg (zm. 1996)
- 30 września:
  - Alina Biernacka, polska poetka, malarka
  - Andrzej Dutkiewicz, polski pianista i kompozytor
  - Leif Larsen, duński kolarz
  - Frankie Lymon, amerykański piosenkarz (zm. 1968)
- 1 października:
  - Giuseppe Bertello, włoski kardynał, dyplomata watykański
  - Jean-Pierre Jabouille, francuski kierowca wyścigowy (zm. 2023)
  - Wilfried Peffgen, niemiecki kolarz (zm. 2021)
  - Ryszard Sarnat, polski piłkarz
  - Franciszek Trzeciak, polski aktor
  - Günter Wallraff, niemiecki pisarz i dziennikarz
- 2 października:
  - Jan Ballarin, polski śpiewak operowy (tenor), pedagog
  - Lyle Campbell, amerykański językoznawca
  - Joanna Radecka, polska projektantka, urbanistka, działaczka opozycji antykomunistycznej
  - Paweł Turkowski, polski polityk, prezydent Siedlec i wicewojewoda siedlecki
- 3 października – Roberto Perfumo, argentyński piłkarz (zm. 2016)
- 4 października:
  - Zdzisław Chmielewski, polski historyk, profesor, europoseł
  - Irm Hermann, niemiecka aktorka (zm. 2020)
- 5 października:
  - Giuseppe Grassi, włoski kolarz
  - Thomas Huppert, nowozelandzki narciarz alpejski, olimpijczyk
  - John Seale, australijski operator i reżyser
- 6 października:
  - Britt Ekland, szwedzka aktorka, reżyserka i scenarzystka filmowa
  - Marian Filar, polski prawnik, polityk, poseł na Sejm RP (zm. 2020)
  - Alan Hinton, angielski piłkarz, trener
  - Björn Nordqvist, szwedzki piłkarz
  - Larry Williams, amerykański pisarz, trader, polityk
- 7 października:
  - Steve Bales, amerykański technik i kontroler lotów NASA
  - Barbara Konarska, polska malarka (zm. 2022)
- 8 października:
  - Francis Christian, amerykański duchowny katolicki
  - Nguyễn Minh Triết, wietnamski polityk, prezydent Wietnamu
- 9 października:
  - Claude Desama, belgijski i waloński polityk
  - Michael Palmer, amerykański pisarz thrillerów (zm. 2013)
- 10 października:
  - Lutz Goepel, niemiecki polityk
  - Anna Kubatko-Zielińska, polska lekarz okulista, doktor habilitowany medycyny (zm. 2022)
  - Wojciech Siudmak, polski malarz
  - Henryk Tomaszewicz, polski hydrobotanik
  - Jadwiga Wojtczak, polska lekkoatletka, dyskobolka
- 11 października:
  - Amitabh Bachchan, indyjski aktor filmowy
  - Jerzy Czajka, polski hokeista na trawie
  - Victor Fazio, amerykański polityk (zm. 2022)
- 12 października:
  - Paulo Antônio de Conto, brazylijski duchowny katolicki, biskup Montenegro
  - Göran Marström, szwedzki żeglarz sportowy
- 13 października:
  - Leszek Dziamski, polski weterynarz, polityk, poseł na Sejm RP
  - Franczeska Jarbusowa, rosyjska scenografka filmowa
  - Jerry Jones, amerykański przedsiębiorca
  - Kazimierz Kozłowski, polski historyk
  - Julian Lewiński, polski generał brygady
  - Jan Kanty Pawluśkiewicz, polski kompozytor
  - Pamela Tiffin, amerykańska aktorka (zm. 2020)
- 14 października:
  - Charlie Cooke, szkocki piłkarz
  - Marek Czasnojć, polski fotografik, fotoreporter, marynista
  - Zbigniew Dworak, polski naukowiec i pisarz science fiction (zm. 2013)
  - Péter Nádas, węgierski pisarz i eseista
  - Zbigniew Wesołowski, polski polityk, nauczyciel i urzędnik państwowy
- 15 października – Tursunbek Czyngyszew, kirgiski polityk, premier Kirgistanu
- 16 października:
  - Jean-Pierre Lasota-Hirszowicz, polsko-francuski astronom, fizyk teoretyczny, wykładowca akademicki (zm. 2024)
  - Andrzej Tarnawski, polski prawnik, adwokat, radca prawny, sędzia, dyplomata, alpinista, działacz opozycji antykomunistycznej
  - Marin Tufan, rumuński piłkarz
  - Bogdan Wolski, polski inżynier, wykładowca akademicki
- 17 października:
  - Jerzy Cnota, polski aktor (zm. 2016)
  - Jerzy Fogel, polski archeolog (zm. 2013)
  - Steve Jones, amerykański koszykarz (zm. 2017)
  - Hartmut Nassauer, niemiecki prawnik, polityk
  - Keld Pedersen, duński piłkarz
  - Kazimierz Tarnas, polski reżyser i scenarzysta filmowy
- 18 października:
  - Gianfranco Ravasi, włoski kardynał
  - Jean Khamsé Vithavong, laotański duchowny katolicki, wikariusz apostolski Wientianu (zm. 2024)
- 19 października:
  - Péter Medgyessy, węgierski ekonomista i polityk
  - Andrew Vachss, amerykański autor kryminałów (zm. 2021)
- 20 października:
  - Christiane Nüsslein-Volhard, niemiecka biolog, laureatka Nagrody Nobla
  - Maria Poprzęcka, polska historyk sztuki
- 21 października:
  - Les AuCoin, amerykański polityk
  - Christopher Sims, amerykański ekonomista
- 22 października:
  - Giancarlo Ferrari, włoski łucznik
  - Annette Funicello, amerykańska aktorka, piosenkarka (zm. 2013)
- 23 października:
  - Michael Crichton, amerykański pisarz, scenarzysta, reżyser i producent filmowy (zm. 2008)
  - Douglas Dunn, szkocki poeta
- 24 października – Fernando Vallejo, kolumbijski pisarz i reżyser
- 25 października:
  - Andrzej Bogaj, polski pedagog, prof. dr hab. nauk humanistycznych (zm. 2024)
  - Sławomir Sidorowicz, polski lekarz
- 26 października:
  - Bob Hoskins, brytyjski aktor i reżyser (zm. 2014)
  - Kurt Lechner, niemiecki polityk
  - Milton Nascimento, brazylijski wokalista
  - Jonathan Williams, brytyjski kierowca wyścigowy (zm. 2014)
- 27 października:
  - Philip Catherine, belgijski gitarzysta
  - Janusz Korwin-Mikke, polski polityk prawicowy
  - Mariusz Leszczyński, polski aktor (zm. 2014)
  - Helmut Nadolski, polski, kompozytor, kontrabasista, poeta, aktor, performer, artysta multimedialny
  - Andrzej Wierzbicki, polski historyk (zm. 2022)
- 28 października:
  - Adam Kawa, polski poeta (zm. 2023)
  - Kees Verkerk, holenderski łyżwiarz szybki
- 29 października:
  - Vita Andersen, duńska pisarka (zm. 2021)
  - Kazimierz Kurzawski, polski strzelec sportowy, trener
  - Jan Pieterse, holenderski kolarz szosowy
  - Josip Rukavina, chorwacki szachista, trener
- 30 października:
  - Andrzej Drzycimski, polski dziennikarz i historyk
  - Czesław Nosal, polski psycholog
  - Louis Chamniern Santisukniram, tajski duchowny katolicki
- 31 października:
  - Leszek Mazan, polski dziennikarz, publicysta, pisarz
  - Daniel Roth, francuski organista, kompozytor
  - David Ogden Stiers, amerykański aktor, narrator, dyrygent (zm. 2018)
- 1 listopada:
  - Preben Arentoft, duński piłkarz, trener
  - Larry Flynt, amerykański wydawca (zm. 2021)
  - Marta Kubišová, czeska piosenkarka
  - John Spratt, amerykański polityk (zm. 2024)
- 2 listopada:
  - Stefanie Powers, amerykańska aktorka i piosenkarka pochodzenia polskiego
  - Shere Hite, amerykańska seksuolożka (zm. 2020)
- 3 listopada:
  - Gerard Bernacki, polski duchowny katolicki, biskup (zm. 2018)
  - Martin Cruz Smith, amerykański pisarz (zm. 2025)
  - Anna Szulc-Halba, polska pianistka i wykładowca akademicki (zm. 2013)
- 4 listopada:
  - Rudolf Belin, chorwacki piłkarz, trener
  - Ulrich Lind, niemiecki strzelec sportowy
  - Izydor Matuszewski, polski paulin
  - Setsuko Yoshida, japońska siatkarka
- 5 listopada – Grzegorz Opala, polski lekarz
- 6 listopada:
  - Zbigniew Raj, polski kompozytor
  - Jacek Snopkiewicz, polski dziennikarz
- 7 listopada:
  - Herbert Gabryś, polski polityk
  - Henryk Klata, polski ekonomista i polityk, poseł na Sejm I kadencji
  - Jean Shrimpton, brytyjska aktorka, modelka
  - Johnny Rivers, amerykański kompozytor i autor tekstów
  - André Vingt-Trois, francuski duchowny katolicki, kardynał (zm. 2025)
- 8 listopada:
  - Sandro Mazzola, włoski piłkarz
  - Włodzimierz Zientarski, polski dziennikarz
- 9 listopada:
  - Herbert Gruber, austriacki bobsleista
  - Leif Hartwig, duński piłkarz
- 10 listopada:
  - Zoltán Cziffra, węgierski lekkoatleta, trójskoczek
  - Robert Engle, amerykański ekonomista, ekonometryk, laureat Nagrody Banku Szwecji im. Alfreda Nobla w dziedzinie ekonomii
  - Hans-Rudolf Merz, szwajcarski polityk, prezydent Szwajcarii
  - Keiichi Suzuki, japoński łyżwiarz szybki (zm. 2025)
- 11 listopada:
  - Marianne McAndrew, amerykańska aktorka
  - António Taipa, portugalski duchowny katolicki, biskup pomocniczy Porto
- 12 listopada:
  - Jerzy Andrzejuk, polski generał
  - Dobromir Żeczew, bułgarski piłkarz, trener
- 13 listopada – Lidia Grzesiuk, polska psycholog
- 14 listopada:
  - Klaus Beer, niemiecki lekkoatleta, skoczek w dal (zm. 2023)
  - Dieter Schinzel, niemiecki menedżer, samorządowiec, polityk (zm. 2024)
- 15 listopada:
  - Daniel Barenboim, argentyński pianista i dyrygent
  - Zofia Kaliszczuk, polska lekkoatletka, biegaczka średniodystansowa
  - Stanisław Krawczyk, polski ekonomista, matematyk
  - Andrzej Ostromęcki, polski geolog (zm. 2021)
- 16 listopada:
  - Czesław Kwieciński, polski zapaśnik
  - Vincenzo Manzella, włoski duchowny katolicki
  - Joanna Pettet, brytyjska aktorka
- 17 listopada:
  - Partha Dasgupta, indyjski ekonomista
  - Kaing Guek Eav, kambodżański działacz komunistyczny, masowy morderca (zm. 2020)
  - Martin Scorsese, amerykański reżyser
  - Anna Seniuk, polska aktorka
  - Tomasz Wituch, polski historyk, wykładowca akademicki
  - Janina Wojtal, polska koszykarka
- 18 listopada:
  - Linda Evans, amerykańska aktorka
  - Susan Sullivan, amerykańska aktorka
- 19 listopada:
  - Christine Buchegger, austriacka aktorka (zm. 2014)
  - Calvin Klein, amerykański projektant mody
- 20 listopada:
  - Joe Biden, amerykański polityk, wiceprezydent USA, prezydent USA
  - Bob Einstein, amerykański aktor, komik (zm. 2019)
  - Norman Greenbaum, amerykański piosenkarz pochodzenia żydowskiego
  - Meredith Monk, amerykańska artystka współczesna, kompozytorka, wokalistka, reżyserka, choreografka
  - Katalin Rozsnyói, węgierska kajakarka
  - Jack Simes, amerykański kolarz szosowy i torowy
- 21 listopada – Heidemarie Wieczorek-Zeul, niemiecka polityk
- 22 listopada:
  - Guion Bluford, amerykański astronauta
  - Rusłan Chasbułatow, rosyjski polityk narodowości czeczeńskiej (zm. 2023)
  - Fabrizio Saccomanni, włoski ekonomista, urzędnik państwowy (zm. 2019)
  - Jeffrey Ullman, amerykański informatyk
- 23 listopada – Sergio Ottolina, włoski lekkoatleta, sprinter (zm. 2023)
- 24 listopada:
  - Billy Connolly, brytyjski aktor i komik
  - Jean Ping, polityk i dyplomata z Gabonu
- 25 listopada – Rosa von Praunheim, niemiecki reżyser i działacz społeczny
- 26 listopada – Jerzy Kępa, polski prawnik sędzia, polityk, senator RP
- 27 listopada:
  - Manolo Blahnik, hiszpański projektant mody
  - Henry Carr, amerykański lekkoatleta (zm. 2015)
  - Wolfgang Hackel, niemiecki politolog, menedżer, samorządowiec, polityk
  - Jimi Hendrix, amerykański muzyk rockowy (zm. 1970)
  - Henryk Hoser, polski duchowny katolicki, biskup (zm. 2021)
  - Vlastimil Jansa, czeski szachista, trener
  - René Steichen, luksemburski samorządowiec, polityk
- 29 listopada:
  - Friedrich-Wilhelm Graefe zu Baringdorf, niemiecki rolnik i polityk
  - Michael Craze, angielski aktor filmowy i telewizyjny (zm. 1998)
  - Włodzimierz Paźniewski, polski poeta, prozaik, eseista
- 30 listopada
  - Józef Gutowski, polski polityk, rolnik, poseł na Sejm RP I kadencji
  - Jamie Muir, brytyjski perkusista (zm. 2025)
- 1 grudnia:
  - John Clauser, amerykański fizyk
  - John Crowley, amerykański pisarz
  - András Pályi, węgierski pisarz, tłumacz, dziennikarz
- 2 grudnia:
  - Marek Ałaszewski, polski gitarzysta, kompozytor, autor tekstów, członek zespołu Klan (zm. 2023)
  - John D. Collins, brytyjski aktor
  - Ryszard Gabryś, polski kompozytor, pedagog
  - Anna Woźniakowska, polska dziennikarka, krytyk muzyczny
- 3 grudnia:
  - Edmond Hervé, francuski polityk, deputowany, minister, senator
  - Peter Mafany Musonge, kameruński polityk, premier Kamerunu
  - Georges Mauduit, francuski narciarz
  - Alice Schwarzer, niemiecka feministka
- 4 grudnia:
  - Fryderyka Elkana, polska piosenkarka
  - Gemma Jones, brytyjska aktorka
  - Marian Juśko, polski polityk, inżynier, poseł na Sejm III kadencji (zm. 2018)
  - André Laignel, francuski prawnik, samorządowiec, polityk
- 5 grudnia:
  - Jerzy Kowalczyk, polski fizyk, działacz opozycji antykomunistycznej, zamachowiec
  - Munyoro Nyamau, kenijski lekkoatleta, sprinter
  - Daniel Revenu, francuski florecista (zm. 2024)
- 6 grudnia:
  - Józef (Bosakow), bułgarski biskup prawosławny
  - Peter Handke, austriacki pisarz, tłumacz, laureat Nagrody Nobla
  - Herbjørg Wassmo, norweska pisarka
- 7 grudnia:
  - Jørgen Emil Hansen, duński kolarz
  - Leszek Niedzielski, polski satyryk, członek Kabaretu Elita
- 8 grudnia:
  - Bob Love, amerykański koszykarz (zm. 2024)
  - Viktor Zhysti, albański aktor
- 9 grudnia:
  - Adriana Ceci, włoska polityk, eurodeputowana
  - Stefan Danaiłow, bułgarski aktor, polityk (zm. 2019)
  - Diana Jorgowa, bułgarska lekkoatletka, skoczkini w dal
  - Dariusz Kozłowski, polski architekt, rysownik, malarz
  - Zenon Złakowski, polski dziennikarz, pisarz
- 10 grudnia – Errol Charles, polityk państwa Saint Lucia
- 11 grudnia:
  - Tadeusz Buksiński, polski filozof
  - Derek Parfit, brytyjski filozof (zm. 2017)
  - Frank Schöbel, niemiecki piosenkarz
  - Karen Susman, amerykańska tenisistka
- 12 grudnia:
  - Jerzy Derenda, polski dziennikarz
  - Hannelore Rönsch, niemiecka polityk
  - Barbara Wizimirska, polska politolożka i działaczka społeczna
- 13 grudnia:
  - Anna Eshoo, amerykańska polityk, kongreswoman
  - Ferguson Jenkins, kanadyjski baseballista
  - Hamish Wilson, brytyjski aktor (zm. 2020)
- 14 grudnia:
  - Marianne Jahn, austriacka narciarka alpejska (zm. 2025)
  - Benny Lennartsson, szwedzki piłkarz, trener
- 15 grudnia:
  - Dave Clark, brytyjski muzyk, kompozytor, producent muzyczny, aktor
  - Rolando García, chilijski piłkarz
  - Janina Gościej, polska nauczycielka, senator RP
  - Krystyna Jakubowska, polska siatkarka
  - Anton Stres, słoweński duchowny katolicki, arcybiskup Lublany
  - Mike Summerbee, angielski piłkarz, trener
- 16 grudnia:
  - Donald Carcieri, amerykański polityk
  - Eugene Robert Glazer, amerykański aktor
  - Wojciech Lipoński, polski anglista, historyk sportu
- 17 grudnia:
  - Muhammadu Buhari, nigeryjski polityk (zm. 2025)
  - Karl Odermatt, szwajcarski piłkarz
  - Jeffrey Wigand, amerykański biochemik
  - Andrzej Zaorski, polski aktor (zm. 2021)
- 18 grudnia:
  - Carlos Metidieri, amerykański piłkarz pochodzenia brazylijskiego
  - Zygfryd Siwik, polski prawnik, wykładowca akademicki (zm. 2025)
  - Jaroslav Zvěřina, czeski seksuolog, wykładowca akademicki, polityk
- 19 grudnia:
  - Roman Kotzbach, polski lekarz
  - Milan Milutinović, serbski polityk (zm. 2023)
  - Jerzy Rogowski, polski geodeta
- 20 grudnia:
  - Antoni Fałat, polski malarz (zm. 2024)
  - Jean-Claude Trichet, francuski ekonomista
  - Roger Woodward, australijski pianista
- 21 grudnia:
  - Hu Jintao, chiński polityk
  - Jorgos Amerikanos, grecki koszykarz, trener (zm. 2013)
  - Carla Thomas, amerykańska wokalistka
- 22 grudnia:
  - Anju Angełow, bułgarski wojskowy
  - Antonio Martino, włoski politolog, wykładowca akademicki, polityk (zm. 2022)
  - Dick Parry, brytyjski saksofonista
- 23 grudnia:
  - Quentin Bryce, australijska prawnik
  - Krystyna Kofta, polska pisarka
- 24 grudnia:
  - Jonathan Borofsky, amerykański rzeźbiarz
  - Adam Marcinkowski, polski historyk (zm. 2020)
- 25 grudnia:
  - Laco Adamík, polski reżyser filmowy, teatralny i operowy pochodzenia słowackiego
  - Souheil Ben-Barka, marokański reżyser, scenarzysta i producent filmowy
  - Mohammad Amir Naji, irański aktor
  - Françoise Durr, francuska tenisistka
  - Antanas Vinkus, litewski lekarz, polityk, dyplomata
- 26 grudnia:
  - Marco Vinicio Cerezo Arévalo, gwatemalski polityk
  - Lech Borski, polski pisarz (zm. 2002)
  - Gray Davis, amerykański polityk
  - Jan Halvarsson, szwedzki biegacz narciarski, medalista olimpijski (zm. 2020)
  - Antonio Juliano, włoski piłkarz (zm. 2023)
- 27 grudnia:
  - Ronald Langacker, amerykański językoznawca
  - Claus Schiprowski, niemiecki lekkoatleta, tyczkarz
- 28 grudnia:
  - Orest Lenczyk, polski trener piłkarski
  - Robert Muench, amerykański duchowny katolicki
  - Roger Swerts, belgijski kolarz szosowy
- 29 grudnia:
  - Steve Hanke, amerykański ekonomista
  - Óscar Andrés Rodríguez Maradiaga, honduraski duchowny katolicki, arcybiskup Tegucigalpy, kardynał
- 30 grudnia:
  - Jean-Claude Barclay, francuski tenisista
  - Matt Cohen, kanadyjski pisarz (zm. 1999)
  - Janko Prunk, słoweński historyk
  - Larry Walker, amerykański lekkoatleta
  - Fred Ward, amerykański aktor (zm. 2022)
- 31 grudnia:
  - Ferdinand Lacina, austriacki polityk
  - Andy Summers, brytyjski gitarzysta i kompozytor
- data dzienna nieznana: 
  - Joanna Braun, polska scenografka teatralna i telewizyjna
  - Andrzej Wróblewski, polski artysta fotograf

## Nagrody Nobla
- z powodu wojny Nagród Nobla nie przyznano

## Święta ruchome
- Tłusty czwartek: 12 lutego
- Ostatki: 17 lutego
- Popielec: 18 lutego
- Niedziela Palmowa: 29 marca
- Pamiątka śmierci Jezusa Chrystusa: 31 marca
- Wielki Czwartek: 2 kwietnia
- Wielki Piątek: 3 kwietnia
- Wielka Sobota: 4 kwietnia
- Wielkanoc: 5 kwietnia
- Poniedziałek Wielkanocny: 6 kwietnia
- Wniebowstąpienie Pańskie: 14 maja
- Zesłanie Ducha Świętego: 24 maja
- Boże Ciało: 4 czerwca